# آلان تورنغ
آلان ماتيسون تورنغ (23 حزيران/يونيو 1912 – 7 حزيران/يونيو 1954) كان عالِم رياضياتٍ وحاسوبٍ وعالم منطقٍ فضلًا عن كونهِ محلِّلَ شفراتٍ وفيلسوف وعالِم أحياءٍ رياضي. كان تورنغ مؤثرًا بشكلٍ كبيرٍ في تطوير علم الحاسوب النَّظري، حيثُ قدَّم صياغة رسمية لمفهومَي الخوارزمية والحوسَبة باستخدام آلة تورنغ، والتي يُمكن اعتبارها من بينِ النماذج الأولى للحواسيب مثلما هي عليهِ اليوم. يُنظر إلى تورنغ على نطاقٍ واسعٍ على أنه «أبو علوم الكمبيوتر النظريّة والذكاء الاصطناعي».
وُلِد تورنغ في مايدا فالي بالعاصِمة لندن، ونشأ في جنوب إنجلترا. تخرَّج من كينجز كوليدج في مدينة كامبريدج في تخصّصه المفضَّل الرياضيات. بينما كان زميلًا في كامبريدج، نشر آلان دليلًا يُوضِّح فيهِ أنَّ بعض الأسئلة الرياضية البحتة المُجاب عليها مسبقًا بطريقةٍ من الطرق (وخاصّة تلك الأسئلة المُجَاب عليها بنعم أو لا فقط) هي أسئلةٌ لا يُمكن الإجابة عليها أبدًا عن طريق الحساب وتحديدًا عن طريقِ آلة تورنغ، واستمرَّ الزميلُ في كينجز كوليدج في إثبات أنَّ ما يُعرف في الرياضيات بمسألة التوقف لآلات تورنغ غير قابلةٍ للحساب. حصلَ آلان في عام 1938 على شهادة الدكتوراه من قسم الرياضيات في جامعة برينستون، ثمَّ عملَ خلال الحرب العالمية الثانية في مكاتب الاتصالات الحكومية ومدرسة سايفر في بلتشلي بارك، وتحديدًا في مركز فكّ الشفرات البريطاني. قادَ تورنغ لفترةٍ من الوقت كوخ 8، وهو القسم الذي كان مسؤولًا عن تحليلِ ومحاولةِ فكّ الشفرات البحريّة الألمانيّة. ابتكرَ آلان خلال عملهِ في هذا القسم عددًا من التقنيات لتسريع كسر الشفرات السريّة الألمانية، بما في ذلك محاولاتٍ جادّةٍ لفهم طريقة عمل آلة بومبا البولنديّة قبل الحرب، وهي آلة كهروميكانيكية كان بإمكانها إيجادُ إعدادات آلة إنجما الآلة التي اعتمَد عليها الألمان في التشفير وحماية اتصالاتهم التجاريّة والدبلوماسيّة والعسكريّة. لعب تورنغ دورًا حاسمًا في فكِّ الرسائل المشفَّرة التي اعترضها الإنجليز والتي مكَّنت الحلفاء من هزيمة دول المِحور في العديدِ من المعارك والاشتباكات الحاسمة، بما في ذلكَ معركة الأطلسي.
عَمِلَ تورنغ بعد نهاية الحرب العالميّة في المختبر الفيزيائي الوطني، حيث صمَّمَ محرك الحوسبة الأوتوماتيكي (ACE)، وهو أحد التصميمات الأولى لما كان يُعرف حينها بالحاسوب المخزِّن للبرامج. انضمَّ تورنغ عام 1948 إلى معمل آلة الحوسبة التابع لماكس نيومان في جامعة فيكتوريا في مانشستر، حيثُ ساعد في تطوير أجهزة كمبيوتر مانشستر، وأصبح مهتمًا بعلم الأحياء الرياضي. كتبَ ورقةً بحثيّةً حول الأساس الكيميائي للتشكّل الحيوي كما توسَّع في تحليل وتفسير التفاعلات الكيميائية المتذبذبة مثل تفاعل بيلوسوف-زابوتينسكي، الذي لُوحظ لأول مرة في عقد الستينيات. على الرغم من كلّ هذه الإنجازات، لم يُعترف بآلان تورنغ بشكلٍ رسميٍّ في وطنه خلال حياته وذلك على اعتبارِ أنَّ الكثير من عمله كان مشمولًا بقانون الأسرار الرسمي.
حُوكِمَ تورنغ في عام 1952 بتهمة «ممارسة علاقات جنسية مثليّة»، فقَبِلَ العلاج الهرموني بثنائي إيثيل ستيلبوستيرول (أو ما يُسمَّى بالإخصاء الكيميائي) كعقابٍ بديلٍ عن السّجن. بعد حملة على الإنترنت في عام 2009، قدَّم رئيس الوزراء البريطاني حينها جوردون براون اعتذارًا رسميًا علنيًا نيابة عن الحكومة البريطانية عن «الطريقة المروّعة التي عُومِلَ بها تورنغ»، فيمَا منحَت الملكة إليزابيث الثانية آلان عفوًا ملكيًا في عام 2013 بعد وفاته بعشرات السنين. أصبحَ قانون آلان تورنغ الآن مصطلحًا غير رسمي لقانونٍ صدر عام 2017 في المملكة المتحدة والذي أصدر عفوًا بأثرٍ رجعيٍّ عن الرجال الذين أُدينوا بموجب التشريع القانوني السابق والذي كان يحظرُ العلاقات الجنسيّة المثليّة.
تُوفيَّ تورنغ في عام 1954، وذلك قُبيل 16 يومًا من عيد ميلاده الثاني والأربعين، بسببِ تسمُّمِ السيانيد. توصَّل تحقيقٌ إلى أنَّ موته كان انتحارًا، مع ذلك فقد لُوحظ أن الدليل الذي اعتُمَد عليه في التحقيق يتوافقُ أيضًا مع التسمُّم العَرَضِي. تركَ تورنغ في الجانبِ المُقابل إرثًا كبيرًا في المملكة المتحدة وحتى باقي دول العالَم وخاصّة في المجالات العلميّة التي نشطَ فيها وأحبَّها، فبُنيت تماثيل للرجل كما سُميّت العديد من الأماكن والجوائز باسمه، بما في ذلك جائزة سنوية حملت اسمه تخصُّ أفضل الابتكارات في علوم الكمبيوتر. يظهرُ تورنغ أيضًا في الورقة النقديّة الحاليّة من بنك إنجلترا بقيمة 50 جنيهًا إسترلينيًا، والتي صدرت بالتزامنِ مع عيد ميلاده كنوعٍ من الاحتفال به والإشادة بما قدَّم. اختارتهُ قناة بي بي سي في برنامجها الذي صدرَ عام 2019 بعنوان الأيقونات: أعظم شخصٍ في القرن العشرين (بالإنجليزية: Icons: The Greatest Person of the 20th Century) كأعظم شخصيّة عاشت في القرن العشرين حسبَ تصويت الجمهور.

## الحياة المُبكرة والتعليم

### الحياة المُبكّرة
وُلد تورنغ في مايدا فالي بمدينة لندن بينما كان والده يوليوس ماتيسون تورنغ (1873-1947) في إجازةٍ من منصبه مع الخدمة المدنية الهندية في رئاسة مدراس (ولاية أوديشا في الهند حاليًا). والد تورنغ هو نجل القسّ جون روبرت تورنغ الذي ينحدرُ من عائلةٍ اسكتلنديّةٍ من التجار التي كانت تُقيم في هولندا، أمَّا والدة آلان فهي إثيل سارة تورنج (1881–1976) ونسبها العائلي قبل الزواج من يوليوس كان ستوني. إثيل سارة هي ابنةُ إدوارد والر ستوني، كبير مهندسي سكك الحديد في مدراس. كانت عائلة ستوني من النبلاء الأنجلو-أيرلنديين ذوي الخلفيّة البروتستانتيّة من مقاطعة تيبيراري ومقاطعة لونغفورد، في حين أمضت إثيل نفسها الكثير من سنوات طفولتها في مقاطعة كلير على عكس باقي أفراد العائلة.
بسببِ عمل يوليوس في الخدمة المدنية الهندية، فقد انتقلت أسرتهُ الصغيرة إلى الهند البريطانية، حيث كان جده جنرالًا في جيش البنغال. أرادَ يوليوس وإثيل تربية أطفالهما في بريطانيا، لذلك انتقلوا إلى مايدا فالي في لندن لاحقًا، حيث وُلد آلان تورنغ في 23 حزيران/يونيو 1912، كما هو مُسجَّلٌ في لوحةٍ زرقاء على السطح الخارجي للمنزل الذي وُلد فيه، والذي أصبحَ مكانهُ فيما بعد فندق كولوناد. لتورنغ أخٌ أكبرٌ هو جون تورنغ الذي لم يُحقّق شهرةً كبيرةً مقارنةً بشقيقه. كانت لجنة الخدمة المدنية التي يعملُ فيها والد تورنغ لا تزالُ نشطةً حين وُلد آلان وخلال السنوات المبكّرة من طفولة هذا الأخير، سافرَ والديه بين هاستينغز في المملكة المتحدة والهند، تارِكَيْنِ ابنيهما مع زوجينِ متقاعدينِ من الجيش البريطاني في هاستينغز. كُشف عن اللوحة الأصليّة الزرقاء التي دُوِّنَ فيها تاريخ ميلادُ آلان تورنغ في الثالث والعشرين من حزيران/يونيو 2012 تزامنًا معَ الذكرى المئوية لميلاده. على صعيدٍ آخر فقد أظهر تورنغ في وقتٍ مبكرٍ جدًا من حياته علامات العبقرية والتي برزَت مقارنةً بباقي أقرانه لاحقًا. اشترى والديه منزلاً في جيلفورد في عام 1927، وعاش تورنغ هناك خلال العطلات المدرسية. وُضع خارج هذا المنزل أيضًا لوحة زرقاء كُتب عليها تاريخ ميلاده مثلما هو الحالُ في المنزلِ الأول.

### التعليم
قام والدا تورنغ بتسجيلهِ في مدرسة سانت ميشيل الابتدائيّة والتي تقعُ في طريق تشارلز في حيّ سانت ليوناردس. درسَ آلان في هذه المدرسة من سنّ السادسة حتى التاسعة، وسُرعَان ما أدركت المديرة موهبته وعبقريّته، فأخبرت أسرتهُ خلال محادثة بين الطرفين: «يدرسُ عندي أولادٌ أذكياءٌ وأولادٌ مجتهدون، لكنَّ آلان عبقري.» تلقَّى تورنغ تعليمه الإعدادي في مدرسة هازلهيرست الإعدادية وهي مدرسةٌ مستقلّةٌ في قرية فرانت في ساسكس (شرق ساسكس حاليًا) وذلك في الفترة الممتدة ما بين كانون الثاني/يناير 1922 حتى وقتٍ ما من عام 1926. التحق آلان بعدها – كان عُمْرُهُ حينها 13 عامًا – بمدرسة شيربورن، وهي مدرسةٌ داخليّةٌ مستقلّةٌ في مدينة شيربورن في دورست، حيث أقام في ويستكوت هاوس. تزامنَ اليوم الأول من الفصل الدراسي مع إضرابٍ عامٍ شهدتهُ معظم أرجاء بريطانيا، ومع ذلك فقد كانَ تورنغ مُصَمِّمًا على الحضور، حتى أنه ركب دراجته بدون مرافقٍ وقادها لوحده نحو 60 ميلًا (97 كيلومترًا تقريبًا) من ساوثهامبتون إلى شيربورن، وتوقَّف حينما حلَّ الليلُ في نزلٍ محلّي.
لم يكسبه ميله وعشقهُ بل وحتى براعتهُ في الرياضيات والعلوم على صِغر سنّه احترامًا من بعض المعلمين في شيربورن، وذلك لأنهم كانوا يميلون للكلاسيكيات على أسلوب الاستحداثِ في التعليم والتعلُّم. كتب مدير المدرسة لوالِدَيه يقول: «أتمنَّى ألَّا يقعَ بين مَقْعَديْن [قاصدًا الرياضيات والعلوم]. إذا كان سيبقى في المدرسة العامَّة، فيجبُ عليهِ أن يهدفَ إلى أن يُصبح متعلِّمًا، أمَّا إذا كان يودُّ أن يتخصَّصَ في العلوم فقط، فهو يُضيّعُ وقته في مدرسة عامة.» استمرَّ تورنغ على الرغم من ذلك في إظهار قدرةٍ ملحوظةٍ في الدراسات التي أحبَّها، وبدأ في حلّ بعض العمليات الرياضياتيّة المتقدِّمَة في عام 1927 دون أن يدرس حتى حساب التفاضل والتكامل الأساسي. بدأ تورنغ في العام الموالي – وهو الشاب ذو الستّة عشر ربيعًا – في دراسة بعضٍ من أعمال وأطروحات ألبرت أينشتاين، حتى أنّه تمكَّن من استيبعابها بل واستنتجَ تساؤلات أينشتاين فيما يخصُّ قَوانين نيوتن للحركة من نصٍّ علميّ لم تتوضح تساؤلات أينشتاين فيهِ مطلقًا.

### فترة كريستوفر موركوم
كَوَّنَ تورنغ في شيربورن صداقةً مهمّةً مع زميله التلميذ كريستوفر كولان موركوم (13 يوليو 1911 - 13 فبراير 1930)، الذي وُصف بأنه «الحب الأول» لتورنغ. قدَّمت علاقتهما الإلهام في مساعي تورنغ المستقبليّة، لكنها انقطعت بسبب وفاة موركوم في شباط/فبراير 1930 بعدما عانى من مضاعفات مرض السل البقري والذي أُصيب به حينَ شرب حليب البقر الملوث ببكتيريا المتفطرة البقريّة قبل بضع سنوات.
تسبَّب هذا الحدث في حزنٍ كبيرٍ ألمَّ بتورنغ، لكنّه تأقلم مع مصابهِ من خلال العمل بجدٍّ أكثر على موضوعات العلوم والرياضيات التي شاركها مع موركوم. كتب تورنغ في رسالةٍ إلى والدة موركوم السيّدة فرانسيس إيزوبيل موركوم يقولُ فيها: «أنا متأكّدٌ من أنني لن أجد في أي مكانٍ رفيقًا آخر رائعًا جدًا وساحرًا للغاية بل وغير مرغوبٍ فيه من قِبل الآخرين [مثل موركوم]. كنتُ مهتمًّا بعملي، لكن وفي أشياء مثل علم الفلك (الذي درستهُ بفضله) كان من الواجبِ عليَّ مشاركته معه وأعتقد أنه شعر بنفس الشيء تجاهي ... أعلمُ أنني يجب أن أبذل قدرًا كبيرًا من الطاقة والاهتمام بالمجالات التي كان يُحبّها كما لو كان على قيد الحياة، لأن هذا هو ما كان يودُّ أن أفعله.»
استمرَّت علاقة تورنغ مع والدة موركوم لفترة طويلة بعد وفاة ابنها، حيثُ كانت تُداوم على إرسال الهدايا إلى آلان وكان الاثنان يتبادلانِ الرسائل بشكلٍ مستمرٍّ خاصة في ذكرى ميلاد كريستوفر موركوم. قبلَ يومٍ واحدٍ من الذكرى الثالثة لوفاة موركوم (13 شباط/فبراير 1933)، كتب آلان تورنغ إلى السيدة موركوم يقول: «أتوقَّعُ أن تجدكِ هذه الرسالةُ وأنتِ تُفكّرين في كريس. أنا أُفكّر فيهِ أيضًا وهذه الرسالة هي فقط لأخبركِ أنني سأفكر في كريس وفيكِ غدًا. أنا متأكّدٌ من أنه سعيدٌ الآن كما كان عندما كان هنا. آلانكِ [آلان خاصَّتُكِ] الحنون.»
تكهَّنَ البعضُ بأن موت موركوم كان سببًا في اعتناقِ آلان أو ميلهِ على الأقل للإلحاد والماديّة. وعلى ما يبدو فقد كان آلان في هذه المرحلة من حياته مؤمنًا – أو لا يزالُ مؤمنًا على الأقل – بمفاهيم مثل «الروح المستقلّة أو المنفصلة عن الجسد» و«الموت المُنجِي من الحياة». كتبَ في رسالةٍ لاحقةٍ لوالدة موركوم يقول: «أعتقدُ شخصيًا  أنَّ الروح مرتبطةٌ حقًا بل وإلى الأبد بالمادّة ولكن بالتأكيد ليس بنفسِ النوع من الجسد ... فيما يتعلَّقُ بالصِّلة الفعليّة بين الروح والجسد، فأعتبرُ أنَّ الجسد يُمكن أن يتمسَّك بالروح، وذلك حينما يكونُ الجسد على قيد الحياة، فيُصبح الاثنان [الروحُ والجسد] مرتبطان بقوة. لا أستطيع تخمين ما يحدث عندما يكونُ الجسد نائمًا، ولكن عندما يموتُ هذا الأخير تختفي آليّتهُ في الإمساكِ بالروح وتجدُ الروح جسدًا جديدًا عاجلًا أم آجلًا بل ربما فورًا.»

### الجامعة والعمل على الحوسبة
بدأ تورنغ دراستهُ الجامعيّة عام 1931 حتى 1934 وذلك في كينجز كوليدج بمدينة كامبريدج، حيث حصل على ما كان يُعرف حينها «بمرتبة الشرف الأولى» في تخصِّص الرياضيات. انتُخبَ في عام 1935 – عن عمرٍ يُناهز الـ 22 سنةً – زميلًا في كينجر كوليدج بناءً على قوّة أطروحتهِ والتي أثبتَ فيها مبرهنة النهاية المركزيّة. كانت هذهِ المبرهنة غير معروفةٍ بالنسبة للجنة، بل كانت جديدة نوعًا ما على الوسطِ العلمي بعدما كان قد أثبتها العالِم الرياضياتي يارل فالديمار ليندبرج عام 1922 أي قبل 13 سنةً فقط من تطرّق تورنغ التفصيلي لها.
نَشَرَ تورنغ عام 1936 ورقتهُ البحثيّة بعنوان «الأرقام المحسوبة مع تطبيقٍ على مسألة القرار» (العنوان الأصلي: On Computable Numbers, with an Application to the Entscheidungsproblem) نُشرت هذه الورقة في مجلّة وقائع جمعية لندن الرياضياتيّة في جزأين: الأول في 30 تشرين الثاني/نوفمبر والثاني في 23 كانون الأول/ديسمبر. أعادَ تورنغ في هذه الورقة صياغة نتائج كيرت غودل لعام 1931 بشأن حدودِ الإثبات والحِساب، واستبدلَ لغة غودل الرسميّة المعتمِدة على الحساب الذي يصيرُ في بعض المسائل معقَّدًا نوعًا ما بأجهزةٍ افتراضيّةٍ بسيطةٍ وصريحةٍ أصبحت تُعرف باسم آلات تورنغ. لقد طُرحت مسألة القرار (مشكلة القرار) في الأصل من قِبل عالم الرياضيات الألماني ديفيد هيلبرت في عام 1928. أثبتَ تورنغ بعدها أنَّ «آلة الحوسبة العالميّة» (كما وصفها) ستكون قادرةً على أداء أي حساب رياضي يُمكن تصوّره إذا كان يمكن تمثيله كخوارزمية، ومضى ليُثبتَ أنه لا يوجد حلٌّ لمسألة القرار من خلال إظهار أن مسألة التوقف لآلات تورنغ غيرُ قابلةٍ للحسم ومؤكّدًا على أنه ليس من الممكنِ أن تُقرِّرَ خوارزميًا ما إذا كانت آلة تورنغ ستتوقف أم لا. سُمّيت هذه الورقة البحثيّة التي بَرَعَ تورنغ في تحضيرها ونشرها من قِبل بعض المصادر والمجلَّات «بالورقة الرياضياتيّة الأكثر تأثيرًا في التاريخ».

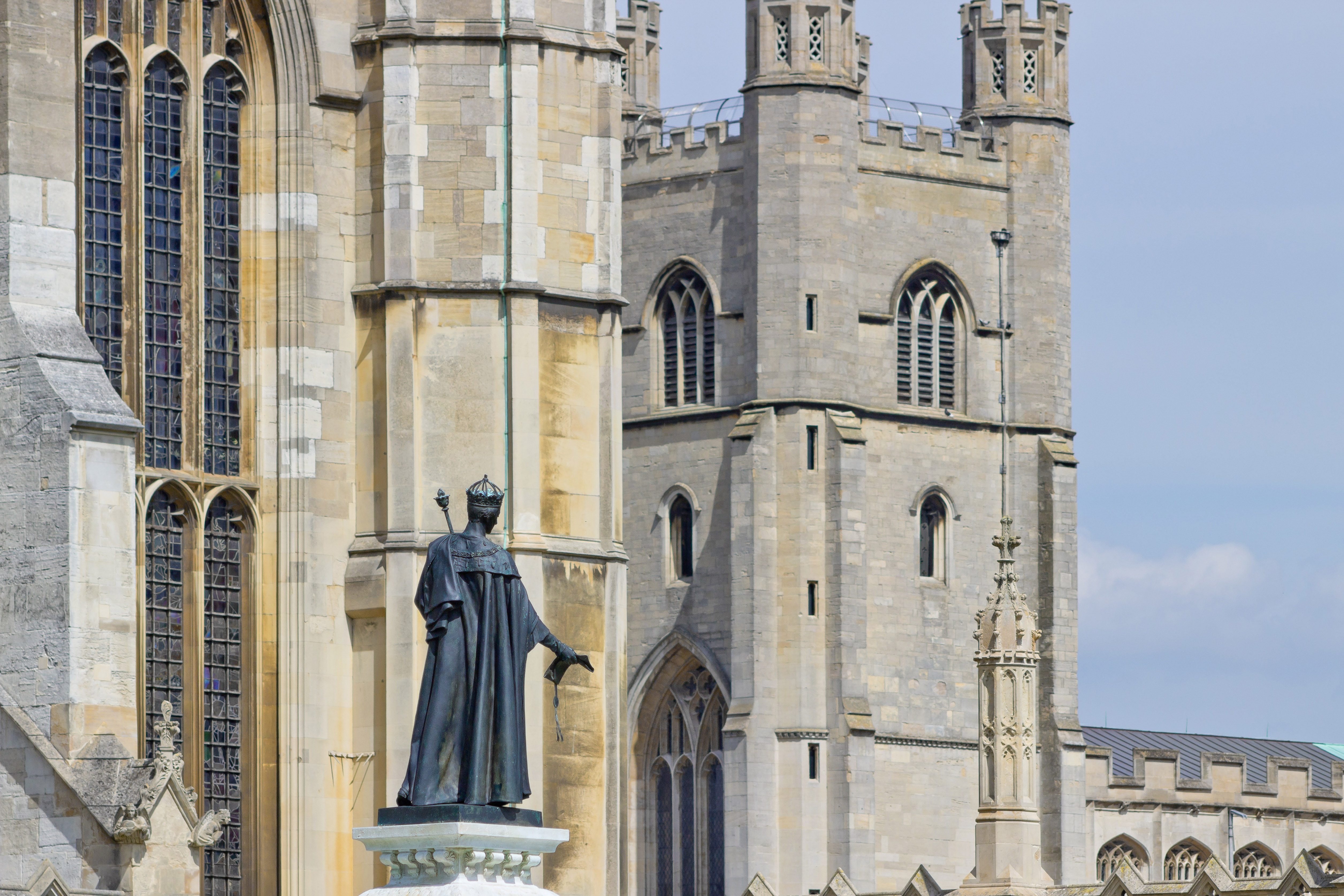
كينجز كوليدج في كامبريدج، حيث كان تورنغ طالبًا جامعيًا في عام 1931 وأصبح زميلًا في عام 1935. سُمِّي قسمُ الكمبيوتر في الجامعة على اسمه تقديرًا لإسهاماتهِ في العلوم بصفة عامّة.

على الرغم من أن بُرهان تورنغ (وهو العنوان المختصَر الذي عُرفت به ورقتهُ البحثيّة) قد نُشر بعد وقتٍ قصيرٍ من إثباتِ ألونزو تشيرش المكافِئْ باستخدام حساب لامدا الخاص به، فإنَّ نَهْجَ تورنغ كان أكثر سهولة وبساطة من نهج تشيرش. لقد نجحَت «الآلة العالميَّة» التي كان يعملُ عليها تورنغ – وتُعرف الآن باسم آلة تورنغ العالميّة – في تأدية مهامِّ أي آلة حسابية أخرى (مثلما هي الطريقة المعقَّدة نوعًا ما التي صاغها تشيرش) بالإضافةِ إلى مهامٍ أخرى. وفقًا لأطروحة تشيرش-تورنغ، فإن آلات تورنغ وحساب لامبدا قادرانِ على حساب أي شيءٍ يُمكن حسابهُ رياضياتيًا. أقرَّ الفيزيائي والرياضياتي وعالِم الكمبيوتر المجري الأمريكي جون فون نيومان بأنَّ المفهوم المركزي (الفكرة الرئيسيّة) للكمبيوتر الحديث كانَ بسبب ورقة تورنغ، ولهذا تُعَدُّ آلات تورنغ حتى يومنا هذا موضوعًا رئيسيًا ومحورًا أساسيًا في نظرية الحوسبة.
أمضى تورنغ معظمَ وقته من أيلول/سبتمبر 1936 إلى تموز/يوليو 1938 في الدراسةِ تحت إشرافِ الكنيسةِ بجامعة برينستون في الولايات المتحدة. بالإضافة إلى عمله الرياضاتي البحت، دَرَسَ آلان علم التشفير وقام أيضًا ببناء ثلاث من أربع مراحل للضارب الثنائي الكهروميكانيكي. حصلَ في حزيران/يونيو 1938 على شهادة الدكتوراه من قسم الرياضيات في جامعة برينستون. شَرَحَ آلان في أطروحتهِ التي حملت عنوان «نظم المنطق على أساس الترتيب الترتيبي» (بالإنجليزية: Systems of Logic Based on Ordinals) مفهوم المنطق الترتيبي ومفهوم الحوسبة النسبيّة، ونجحَ بفضل ما تطرَّقَ له في هذه الأطروحة في تعزيزِ آلات تورنغ ودعمها بما كانَ يُسمَّى حينها الأوراكل، وهو ما سمحَ له ولغيرهِ بدراسة المشكلات والعمليَّات المعقَّدَة التي لا يُمكن حلُّها بواسطة آلات تورنغ. أراد جون فون نيومان تعيينه مساعدًا له وباحثًا ما بعد الدكتوراه، لكنّه عاد إلى المملكة المتحدة.

## المسيرة المهنيّة
عندما عادَ تورنغ إلى كامبريدج عام 1939، حضرَ عديدَ المحاضرات التي ألقاها لودفيج فيتجنشتاين حول أسس الرياضيات. أُعيد تدوين وتوثيق هذه المحاضرات في وقتٍ لاحق، بما في ذلك مداخلات تورنغ وغيره من الطلاب وكذا ملاحظاتهم وما إلى ذلك. تجادل تورنغ وفيتجنشتاين بل واختلفا معًا، حيث دافع تورنغ عن الشكليَّات والأساسيات فيمَا طرح فيتجنشتاين رأيه بأنَّ الرياضيات لا تكتشفُ أيَّ حقائق مطلقةٍ بل تخترعها.

### تحليل الشفرات
كانَ تورنغ خلال الحرب العالمية الثانية مُشاركًا رئيسيًا في كَسْرِ الشفرات الألمانيّة في بلتشلي بارك. ذكرَ المؤرخ ومُكسِّر الشفرات في زمن الحرب آسا بريجز عن هذه الفترة: «كنتُ بحاجةٍ إلى موهبةٍ استثنائيةٍ، كنتُ بحاجةٍ إلى العبقريّة في بلتشلي وكان تورنغ هو ذاك العبقريّ». عمل تورنغ منذُ أيلول/سبتمبر 1938 بدوامٍ جزئي مع مكاتب الاتصالات الحكومية البريطانيّة ومدرسة سايفر، وهي منظمة فكّ الشفرات التي كانت تعتمدها المملكة المتحدة زمنَ الحرب. ركَّزَ آلان على تحليل الشفرات لآلة التشفير المشهورة إنجما – والتي كانت تستخدمها ألمانيا النازية في تشفير الغالبيّة العظمى من اتصالاتها على اختلافها – جنبًا إلى جنب مع عالِم التشفير ألفرد نوكس الذي كان أحد أبرز قادة قسم فكّ التشفير. بعد وقتٍ قصيرٍ من اجتماع تمّوز/يوليو 1939 بالقرب من مدينةِ وارسو والذي قدَّمَ فيهِ مكتب الشفرات البولندي للبريطانيين والفرنسيين تفاصيل الأسلاك الدوّّارة لآلة إنجما وطريقتهم في فكّ تشفير بعضٍ من رسائل هذه الآلة، طوَّرَ تورنغ ونوكس طريقةً (أو حلًّا) أوسع وأشمل وأفضل. اعتمدت الطريقة البولنديّة على إجراءِ تحليلٍ للشفرات غير آمنٍ وكان من المحتمل أن يُغيَّر الألمان طريقة الشتفير بسهولة حين اكتشافِ هذا التحليل، وهو ما فعلوا في الواقع في أيّار/مايو 1940. كان نهج تورنغ أفضل نوعًا ما، وذلك باستخدامِ طريقة مختلفة في فكّ التشفير جعلتهُ وآخرين يخترعون في النهاية آلة بومب وهي نسخة محسَّنة عن آلة بومبا البولنديّة الأصل.

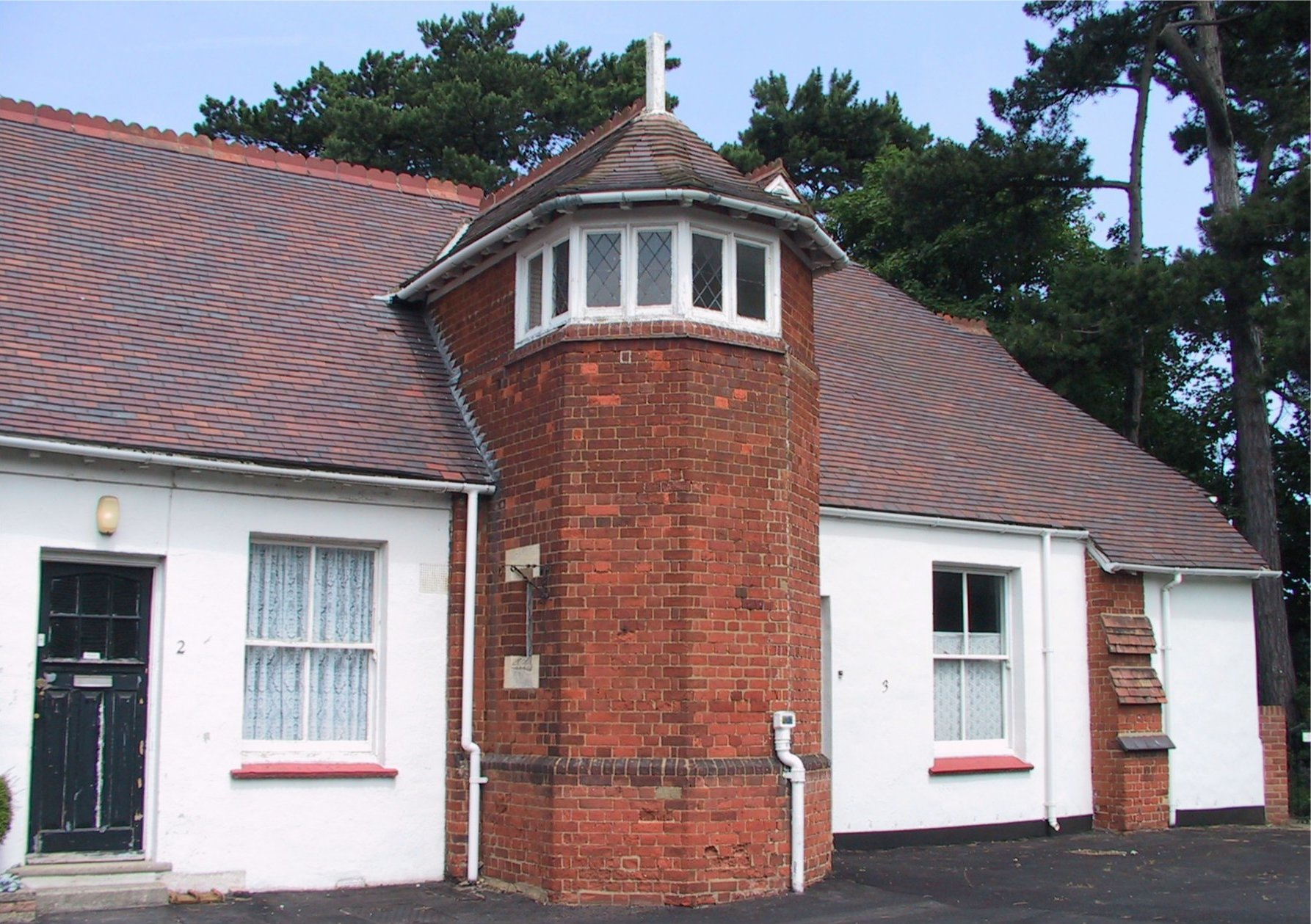
اشتغَلَ تورنغ في هذا المنزل الواقع في بلتشلي بارك بين عامي 1939 و1940، وانتقلَ في وقتٍ لاحقٍ إلى الكوخ 8.

بحلولِ الرابع من أيلول/سبتمبر 1939، أي بعد يومٍ واحدٍ من إعلانِ المملكة المتحدة الحرب على ألمانيا، أُبلغ تورنغ بضرورة الإسراع في الحضور إلى المقر التقني في بلتشلي بارك. مثلهُ مثلَ جميع الآخرين الذين جاءوا إلى بلتشلي، طُلب من آلان التوقيع على قانون الأسرار، والذي وافقَ فيهِ على عدم الكشفِ عن أي شيءٍ يخصُّ عمله في بلتشلي، مع فرض عقوباتٍ صارمةٍ في حالةِ انتهاكِ القانون وخرقِ الاتفاق الموقَّع عليه.
كان تحديدُ مكان القنبلة الرئيسيّة للألمان هو التقدّم الأول من خمس «تقدمات تحليليّة رئيسيّة» (يُمكن وصفها بالأهداف) حقَّقها تورنغ خلال الحرب، أمَّا باقي الإنجازات فقد كانت: استنتاج الطريقة التي تعتمدُ عليها البحرية الألمانية في تشفيرِ رسائلها، تطوير إجراء إحصائي يُطلق عليه اسم بانبوريزموس لزيادة كفاءة استخدام القنابل، تطوير إجراءات أُطلق عليها اسم تورنغري (الاسم مشتقٌّ من تورنغ) للعمل خارج إعدادات آلة تشفير لورينز، فضلًا عن تطويرِ جهازٍ محمولٍ ناقلٍ للصوتِ وآمنٍ من التشويش في هانسلوب بارك أُطلق عليه اسم دليلة (الاسم الأصلي: Delilah) وذلك قُبيل نهاية الحرب بكذا أشهر.
باستخدامِ التقنيات الإحصائيّة لتحسين تجربة الاحتمالات المختلفة في عمليّة كسر الشفرة، قدَّم تورنغ مساهمة مبتكَرة في هذا الموضوع. لقد كتب ورقتين بحثيتين ناقشَ فيهما المناهج الرياضيّة، بعنوان تطبيقات احتماليّة التشفير (بالإنجليزية: Applications of Probability to Cryptography)، وورقة بحثيّة ثانيّة حول إحصائيات التكرار (بالإنجليزية: Statistics of Repetitions)، والتي كانت ذات قيمة بالنسبة لمكاتب الاتصالات الحكومية البريطانية بحيث لم يتمّ نشرها علانيةً – مثل باقي الأوراق البحثيّة التي نُشرت في الأرشيف الوطني الخاصّ بالمملكة المتحدة – حتَّى نيسان/أبريل 2012، وذلك قبل فترةٍ وجيزةٍ من الذكرى المئوية لميلاد آلان. رأى عالمُ رياضياتٍ في مكاتب الاتصالات الحكومية البريطانية عرَّفَ عن نفسهِ باسم ريتشارد فقط أنَّ حقيقة أن المحتويات قد تم تقييدها بموجبِ قانون الأسرار لنحو 70 عامًا تُثبت أهميَّتها، وصِلَتَها بتحليلِ الشفرات بعد الحرب، واسترسلَ مُضيفًا: «[تُبرز] حقيقة تقييد نشر هذه الأوراق البحثيّة مدى أهميّتها الهائلة. لقد احتوت هذه الأوراق على تحليل رياضي معمَّق ومُفصَّل لمحاولة تحديد الإعدادات الأكثر احتماليّة [من أجل كسر آلة التشفير] بحيثُ يمكن تجربتها في أسرع وقت ممكن ... لقد استخرَجت مكاتب الاتصالات الحكوميّة العصير من ورقَتَيْ آلان وكانت سعيدة لاحقًا حين نَشْرِ الورقتين في المجال العام.»
اشتهر تورنغ بغرابةِ الأطوار في بلتشلي بارك. معَ ذلك فقد كان معروفًا لدى وبين زملائه وأقرانه باسمِ «الأستاذ» وعُرفت أطروحته عن آلة إنجما (وتُكتب أيضًا إينجما) باسم «كِتاب الأستاذ» في إشارة لقوّة الأطروحة وأهميّتها. نقلَ المؤرّخ رونالد لوين عن جاك جود وهو محلِّل الشفرات الذي عمل مع تورنغ قوله فيما يخصُّ غرابة أطواره: «يُصاب [آلان] في الأسبوع الأول من شهر يونيو من كل عام بنوبة شديدة من الحمى حتى أنّه كان يتوجَّه إلى المكتب مرتديًا قناعًا [لحماية الآخرين من حوله]. كانت دراجته بها مشكلة، حيثُ تتعطَّلُ سلسلتُها على فترات منتظمة. كان بدلًا من إصلاحها يحسبُ عدد المرات التي تدور فيها الدوَّاسات فيقفزُ من الدراجة في الوقت المناسب لضبطِ السلسلة يدويًا.»
روى العالِم الرياضياتي البريطاني بيتر هيلتون تجربتهُ في العمل مع تورنغ في الكوخ 8 في كتابه قرنٌ من الرياضياتِ في أمريكا (بالإنجليزية: A Century of Mathematics in America) وتحديدًا في الفصلِ الذي جاء تحتَ عنوان ذكريات بلتشلي بارك: «إنها تجربةٌ نادرةٌ أن تلتقي بعبقريٍّ أصيلٍ. أولئك الذين جربوا منَّا عالَم المنح الدراسية على درايةٍ بالتحفيزِ الفكريِّ الذي يُقدّمه الزملاء الموهوبون. يُمكننا الإعجاب بالأفكارِ التي يُشاركونها معنا وعادةً ما نكون قادرين على فهمِ مصدرها، بل قد نعتقدُ في كثيرٍ من الأحيان أنه كان بإمكاننا أن نكون أنفسنا قد ابتكرنا مثل هذه المفاهيم وأنشأنا مثل هذه الأفكار. كان آلان تورنغ عبقريًا، والآخرون مثلي مِنَ الذين أُتيحت لهم الفرصة المذهلة وغير المتوقَّعة، التي أوجدتها الضرورات الغريبة للحرب العالمية الثانية، ليكونوا قادرين على اعتبار تورنغ زميلًا وصديقًا لن ينسوا أبدًا تلك التجربة، ولا يمكنهم ذلك.»
ردَّدَ هيلتون أفكارًا مماثلة لما قالهُ وكتبه من قَبْلُ في الفيلم الوثائقي الذي أنتجتهُ قناة بي بي إس تحتَ عنوان فكُّ أسرارِ النازيّة (بالإنجليزية: Decoding Nazi Secrets). كان تورنغ أثناءَ العملِ في بلتشلي – وهو عداءٌ مُتخصِّصٌ في المسافات طويلة – يركضُ في بعض المرات نَحو 60 ميلًا (64 كيلومترًا تقريبًا) إلى لندن عندما كان يُطلب منه المشاركة في بعض الاجتماعات، بل كان قادرًا على اجتياز المعايير اللازمة للمشاركة في السباقات والماراثونات العالميّة. جرَّب تورينغ حظّهُ واختبرَ قدراته مع الفريق الأولمبي البريطاني عام 1948، لكنّه تعرض لإصابةٍ منعتهُ من الاستمرار حينها. كان وقتُ تجربته في الماراثون أبطأ بمقدارِ 11 دقيقة فقط عن وقت اللاعب الأولمبي البريطاني الحاصل على الميدالية الفضيّة توماس ريتشاردز والذي بلغَ ساعتين و35 دقيقة. لقد كان أفضل عداءٍ في نادي والتون أتلتيك، وهي حقيقةٌ اكتشفها عندما تجاوز مجموعةً من المتسابقين في النادي أثناء الركض بمفرده إلى جانبهم. عندما سُئِلَ لماذا ركضَ بشدّةٍ أثناء التدريب أجاب: «لديَّ عملٌ مرهقٌ لدرجةِ أنَّ الطريقة الوحيدة لإخراجهِ من ذهني هي الجري بقوة، إنها الطريقة الوحيدة للحصول على بعض الراحة [من التفكير].»
بسببِ مشاكل ما عُرف لاحقًا باسمِ التاريخِ المُضَاد، فقد كان من الصعبِ تقدير التأثير الدقيق «للذكاء الفائق» لبعض الأفراد – بمن فيهم آلان – على الحرب. قدَّرَ مؤرخ الحرب الرسمي هاري هينسلي أنَّ ما قامَ به تورنغ وآخرون أنهى الحرب في أوروبا أبكَرَ بعامينِ تقريبًا وأنقذَ حياة أكثر من 14 مليون شخص. جديرٌ بالذكرِ هنا أنّه ومعَ نهاية الحربِ أُرسِلَت مذكّرةٌ إلى جميع أولئك الذين عملوا في بلتشلي بارك، تُذكِّرهم بأنَّ قانون الأسرار الذي وقَّعوا ووافقوا عليهِ من قَبلُ لم ينتهِ مع نهايةِ الحرب بل سيستمرُّ إلى أجلٍ غيرِ مسمَّى. هكذا وعلى الرغم من تتويجِ تورنغ بوسام الإمبراطوريّة البريطانيّة عام 1946 من قِبل الملك جورج السادس لخدماته في زمن الحرب، فقد ظلَّ عملهُ سِريًّا لسنوات عديدة لاحقة.

### بومب
نجحَ تورنغ في غضونِ أسابيع من وصوله إلى بلتشلي بارك في تطويرِ آلة كهروميكانيكيّة سُمّيت بومب، والتي يُمكنها فكّ تشفير آلة إنجما بشكلٍ أكثرَ فاعليّة من آلة بومبا البولنديّة، التي اشتُقَّ اسمها منها، على اعتبار أنَّ بومب لم تكن آلة جديدة مبنيّة من الصفر بل نُسخة معدَّلَة ومحسَّنة أو محدَّثة عن النسخة الأخيرة البولنديّة. أصبحَت بومب – مع التحسين والتطويرِ الذي اقترحهُ عالم الرياضيات جوردون ويلشمان – واحدةً من الأدوات الأساسية والأوتوماتيكية الرئيسيّة المستخدمَة في مهاجمة الرسائل المشفّّرة عن طريق إنجما ومحَاولة كسرِ أو فكِّ تشفيرها.

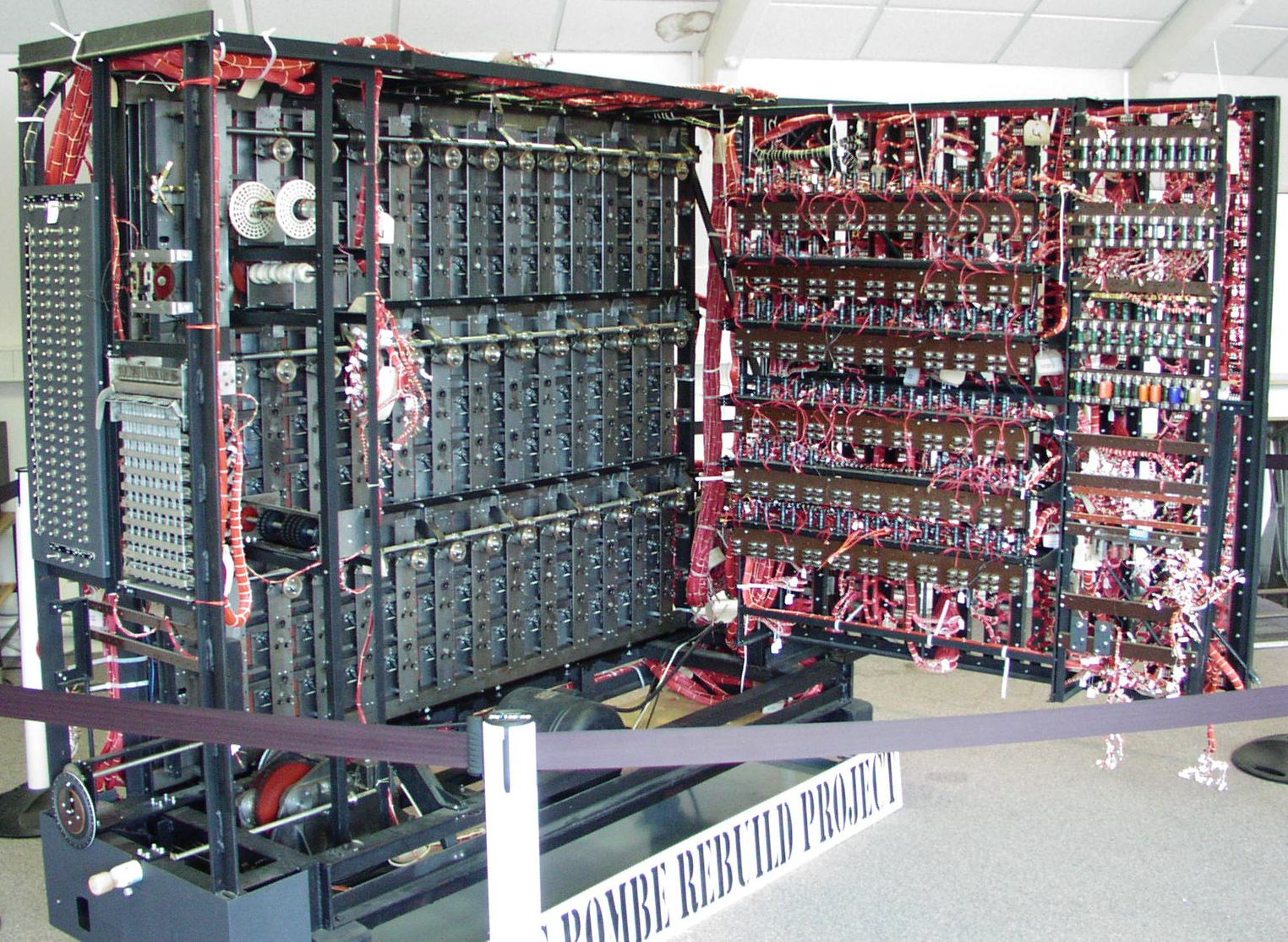
في الصورةِ نسخةً طبق الأصل عن آلة بومب في المتحف الوطني للحواسيب في بلتشلي بارك.

بحثَت بومب عن الإعداداتِ الصحيحةِ المحتَملةِ المستخدمةِ في رسائلِ إنجما (أي أنها بحثت في إعدادات الجهاز والأهمّ في طريقة التشفير) وذلك باستخدامِ أو تجربة جزءٍ من نصوصٍ عاديّةٍ من المحتمَل أن تكون هي مفتاح التشفير أو جزءًا منهُ على الأقل. نفَّذت آلة بومب سلسلةً من الاستنتاجاتِ المنطقيّة بناءً على النصوص العاديّة التي كانت تُجرِّبها من قبل وتُدخلها في كلّ مرة لمحاولة كسر التشفير، وقد نُفِّذت هذه الاستنتاجات بطريقة كهروميكانيكيّة مثلما هي الآلة.
اكتُشفَ العيبُ الأول لآلة بومب حينما كانت تتجاوزُ بعض الرسائل المشفَّرة حين تفشلُ فيها أو في فهمِ إعدادتها، فتنتقلُ مباشرةً للنصّ الموالي (مجموعة الرسائل التاليّة) تاركةً الأول دون حلّ. كانت الآلة أيضًا تتجاوزُ بعض النصوص المشفَّرة نحو النصوص المواليّة وذلك عند حدوث تناقضاتٍ في النتائج. لم تكن بومب قادرةً على التحقيقِ في هذه التجاوزات والتي كانت تؤثِّر في محاولة كسر التشفير أو تتسبَّب في إعطاء نتائج خاطئة وحتى غير مفهومة. نتيجةً لكلِّ هذا فقد أُصيبَ تورنغ وزملاؤه مُحلِّلُو الشفرات جوردون ويلشمان وهيو ألكساندر وستيوارت ميلنر باري بحلول أواخر عام 1941 بالإحباط. أعاد الفريقُ المحاولة وهذه المرَّة بالاعتمادِ على ما توصَّلَ له مكتب الشيفرات البولندي من قَبل. لقد قامَ الفريقُ بزعامة آلان تورنغ بإنشاءِ نظامِ عملٍ جيّدٍ لفكّ تشفيرِ إشارات إنجما، لكنَّ الطاقمَ وبسببِ محدوديّة أفراده وموارده فشِلَ في ترجمة وفكّ تشفير جميع الإشارات والرسائل. مع ذلك فقد حقَّقَ الفريقُ نوعًا من النجاح مع مرور الوقت وصاروا قادرينَ على فكِّ تشفيرِ المزيد من الرسائل، لكنّهم كانوا في حاجة ماسّة إلى مزيدٍ من الموارد لمواكبةِ التعديلات الألمانيّة على آلة إنجما وتطويرها. حاولَ الفريقُ البريطاني ضمَّ المزيد من مُكَسِّري الشفرات لطاقمه، كما طلبوا تمويلًا إضافيًا لكنَّ مسؤولي الدولة حينها تجاهلوا طلباتهم.
أرسلَ الفريقُ في 28 تشرين الأول/أكتوبر رسالةً مباشرةً إلى ونستون تشرشل شرحوا لهُ فيها الصعوبات التي واجهوها ويُواجهونها طالبينَ المزيد من الدعم من حيثُ الموارد وحتى الأفراد. شدَّدَ الفريقُ في الرسالة على مدى ضآلة حاجتهم مقارنةً بالإنفاق الهائل على الجنود والجيش في الحرب، كما أكَّدوا من جديدٍ على قدرتهم على تقديمِ مساعدةٍ مهمّةٍ للجنود وللدولة بصفة عامّة في مواجهة ألمانيا النازيّة. كتب أندرو هودجز – وهو كاتب سيرة تورنغ – في وقتٍ لاحقٍ: «كان لهذه الرسالة تأثيرٌ كبيرٌ». ردَّ تشرشل على رسالة تورنغ ورفاقه بمذكّرةٍ أرسلَها إلى الجنرال إسماي نصُّهَا: «تصرَّف هذا اليوم(1) ... تأكَّد من حصولهم على كل ما يريدون وأبلغني فورَ توفيرِ ما طلبوا». أفادَ رئيسُ المخابرات البريطاني إسماي في 18 تشرين الثاني/نوفمبر أنه تم اتخاذ كل الإجراءات الممكنة. لم يعرف تورنغ وطاقمهُ في بلتشلي بارك بردِّ رئيس الوزراء، ولكن كما يتذكّرُ ميلنر باري في كتابه: «كلُّ ما لاحظناه هو أنه منذ ذلك اليوم بدأت الأمور تسهلُ علينا شيئًا فشيئًا». جديرٌ بالذكرِ هنا أنَّ أكثر من مائتي آلة بومب كانت تعملُ مع اقترابِ نهاية الحرب.

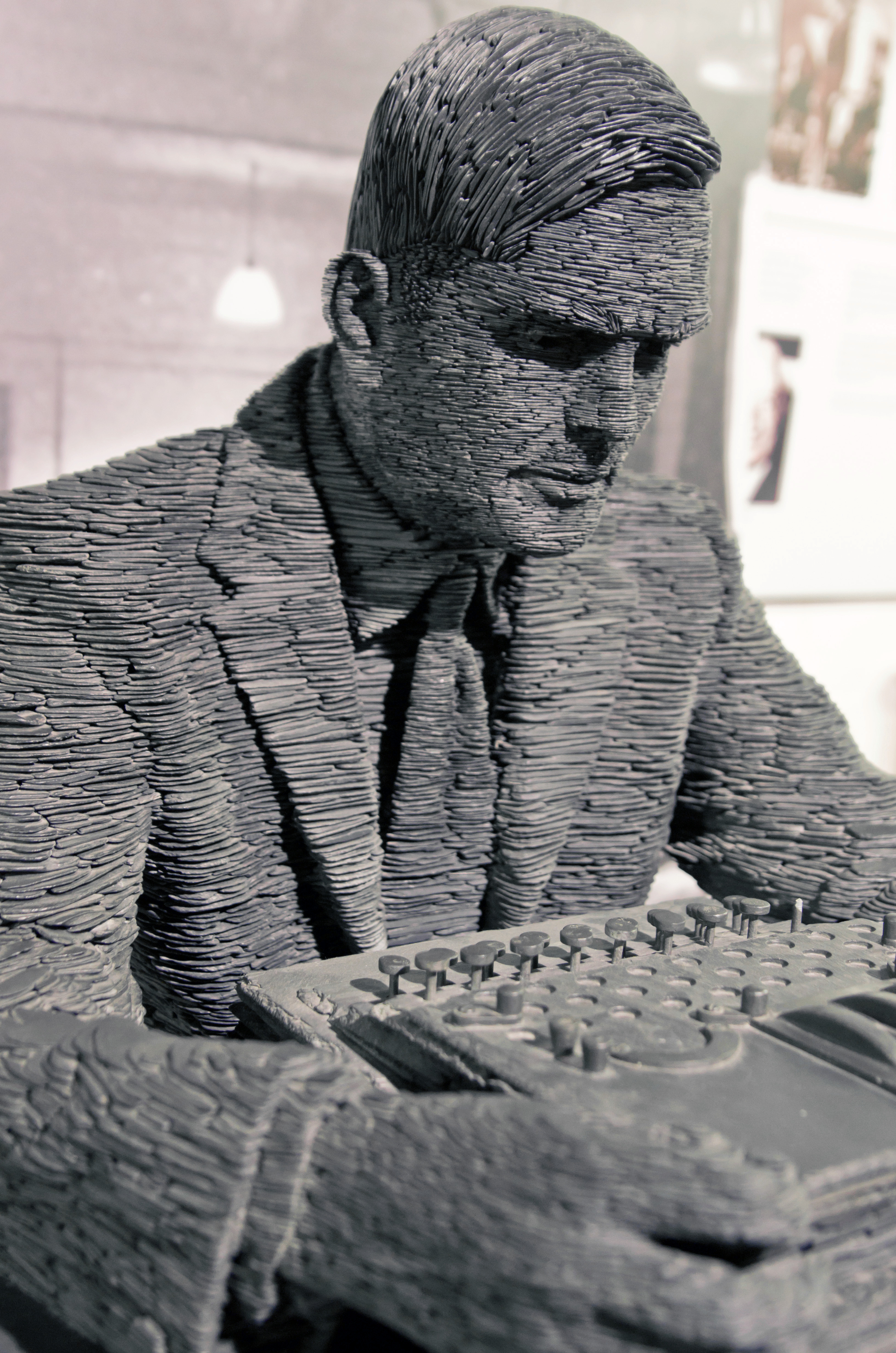
تمثال لتورنغ صنعهُ ستيفن كيتل في بلتشلي بارك، بتكليفٍ من سيدني فرانك. بُني هذا التمثال من نصف مليونِ قطعةٍ من الألواح الويلزيّة.

### الكوخ 8
قرَّر تورنغ معالجة المشكلة الصعبة الخاصّة بفكّ تشفير رسائل البحرية الألمانيّة ذاكرًا حينها أنّه «لم يكن هناك أيُّ شخصٍ آخر يفعلُ أيَّ شيءٍ حيالَ ذلك وكان بإمكاني فعلُها [كسر التشفير].» نجحَ آلان في كانون الأول/ديسمبر 1939 في حلِّ الجزء الأساسي من نظام المؤشرات الألماني الخاصّ بالبحريّة، والذي كان أكثر تعقيدًا من أنظمة المؤشرات المستخَدمَة في خدمات أخرى. تَصَوَّر في نفس الليلة فكرة بانبوريزموس، وهي تقنية إحصائية متسلسلة(2) ساعدتهُ كثيرًا في كسرِ تشفير رسائل إنجما التي اعتمدتها البحريّة الألمانية. قالَ تورنغ عن هذه التقنيّة: «لم أكن متأكدًا من نسبة نجاحها». دفعتهُ فكرته بخصوص عدم نجاح التقنيّة في مساعدتهِ في كسر تشفير رسائل البحريّة الألمانيّة إلى اختراعِ وحدة لوغاريتميّة تقيسُ صحّة المعلومات المشفَّرة من عدمها وسمَّاها بَانْ (بالإنجليزية: Ban). في الواقع وعلى عكسِ ما خالهُ تورنغ في البدايةِ عن بانبوريزموس وفائدتها، فقد ساعدتهُ هذه الأخيرة بشكلٍ كبيرٍ في مشواره نحو كسرِ الشفرات الألمانيّة حيثُ كانت تستبعدُ – بناءً على عددٍ من المعادلات والإعدادات – تسلسلات معيّنة من دوَّارات إنجما، وهو ما قلَّلَ بشكلٍ كبيرٍ من الوقت اللازم لاختبار تلك الإعدادات والتأكّد من صحّتها في آلة بومب البريطانيّة. استُخدمَت التسلسلات التي اخترعها تورنغ لاحقًا في تحليلِ شفرات لورنز.
سافر تورنغ من جديدٍ إلى الولايات المتحدة في تشرين الثاني/نوفمبر 1942 وعمل مع مُحلِّلي الشفرات في البحريّة الأمريكيّة على المزيد من المحاولات لكسفر تشفير آلة إنجما كما عملَ معهم على صنع آلات بومب جديدة أمريكيّة خالِصة. زارَ آلان معمل ماكينات الحوسبة في دايتون بولاية أوهايو. كان ردُّ فعل تورنغ على تصميم آلة بومب الأمريكية بالقولِ لاحقًا: «كان برنامجُ آلة بومب الأمريكيّة سيُنتج 336 آلة ... اعتدتُ أن أبتسم باطنيًا عند تصور روتين الآلة، لكنني اعتقدتُ أنه لن يتمَّ تحقيق أي هدفٍ لأننا لن نستخدمها [الآلات] بالطريقة [المناسبة] ... بالكادِ يُمكن اعتبار اختبارهم [للمبدِّلات] قاطعًا لأنهم لم يختبروا أساسًا الارتداد باستخدام أجهزة التوقف الإلكترونيّة [الضروريّة]».
اشتغلَ تورنغ خلال هذه الرحلة أيضًا في مختبرات بل حيثُ ساعدهم هناك في تطويرِ أجهزة الكلام الآمنة. عاد إلى بلتشلي بارك في آذار/مارس 1943، وأثناء غيابهِ تولَّى هيو ألكساندر رسميًا منصب رئيس الكوخ 8، على الرغم من أن ألكساندر كان بحكمِ الواقع رئيسًا لبعض الوقت حينما كان تورنغ متواجدًا معهم. الحقيقةُ أنَّ تورنغ لم يكن يُولي اهتمامًا كبيرًا بالتسيير اليومي للقسم وإدارتهِ، وفضَّلَ أن يكونَ مستشارًا عامًا لمركز تحليل الشفرات في بلتشلي بارك على أن يكونَ قائد المركز. كتبَ ألكساندر عن مساهمات تورنغ يقول: «لا ينبغي أن يكون هناك أيٌّ شكٍّ في ذهنِ أي شخصٍ أنَّ عمل تورنغ كان العامل الأكبر في نجاح الكوخ 8. كانَ تورنغ في الأيام الأولى المشفِّر الوحيد الذي اعتقدَ أنَّ المشكلة [المقصود بالمشكلة هنا رسائل البحريّة الألمانيّة صعبة التشفير] تستحقُّ المعالجة ولم يكن فقط المسؤول الأول عن العمل النظري الرئيسي داخل الكوخ، بل شارك أيضًا ويلشمان وكين في الفضلِ الرئيسي لاختراع آلة بومب. من الصعب دائمًا القول إن أيَّ شخصٍ لا غنى عنه تمامًا، ولكن إذا كان هناك شخصٌ لا غنى عنه فعلًا في الكوخ 8، فهو تورنغ ... شعرَ الكثيرُ منَّا في الكوخ 8 أنَّ حجم مساهمة تورنغ لم يُدرِكه العالم الخارجي أبدًا».

### تورنغري
ابتكرَ تورنغ في تموز/يوليو 1942 تقنيةً أَطلق عليها اسم «تورنغري»(3) لاستخدامها ضد رسائل آلة تَشفير لورينز التي أنتجتها الآلة الألمانيّة الجديدة التي عُرفت باسم «الكاتِب السِرِّي» (بالألمانية: Geheimschreiber). كانت هذه التقنيّة البريطانيّة الجديدة التي اخترعها آلان ملحَقة في آلة دوارة ومرتبطة بمُبْرِقَة الكاتِبة، وكانَ الهدفُ من هذه التقنيّة هو المساعدة في كسر شفرة آلة الكاتب السري التي طوَّرها الألمانُ خلال الحرب، حيث حاولَ آلان عبر تقنيّته إجراء حسابات متعدّدة ومتنوعة لإعدادات الآلة الألمانيّة. قامَ تومي فلاورز خلال نفس الفترة وتحتَ إشراف ماكس نيومان، بتطويرِ الكمبيوتر الشهير كولوسس، وهو أول كمبيوتر إلكتروني رقمي قابل للبرمجَة في العالم، والذي حلَّ محلَّ آلةٍ سابقةٍ أبسط كانت تُعرف باسم هيث روبنسون. مكَّنت السرعة الفائقة – في تلك الفترة – كومبيوتر كولوسس من تطبيقِ تقنيات فكّ التشفير الإحصائي بشكل مفيدٍ وسهلٍ وسلسلٍ على الرسائل المُشفَّرة. قال البعض خطأً أنَّ تورنغ كان شخصية رئيسية في تصميمِ كمبيوتر كولوسس، لكنَّ الواقع أن تقنيّة تورنغري إلى جانبِ تقنيات أخرى ساعدت حاسوب كولوسس في تنفيذِ عديد المهمَّات، أمَّا آلان فلم يُساهم أو يُشارك بشكلٍ مباشرٍ في تطوير كولوسس.

### دليلة
بعد عمله في مختبرات بل في الولايات المتحدة، تابعَ تورنغ تركيزهُ على فكرةِ التشفير الإلكتروني للكلام في نظام الهاتف. انتقلَ في الأشهر الأخيرة منَ الحرب للعمل في خدمة الأمن اللاسلكي للخدمة السرية (تُعرف اختصارًا بالرمز HMGCC) في هانسلوب بارك. طوَّر آلان حينها معرفتهُ بالإلكترونيات وذلك بمساعدةٍ من المهندس دونالد بايلي. قامَا معًا بتصميم وبناء آلة اتصالات صوتية آمنة محمولة تحملُ الاسم الرمزي دليلة. كانت الآلة مُخصَّصة لتطبيقاتٍ مختلفةٍ، لكنها افتقرتْ إلى القدرةِ على استخدامها مع عمليَّات الإرسال اللاسلكي لمسافاتٍ طويلة. على أيِّ حالٍ فقد انتهى الاثنانِ من العمل على برنامج دليلة بعد فوات الأوان حيثُ كان هدفهما استخدامها خلال الحرب لكنَّ الأخيرة كانت قد انتهت حينها. على الرغم من أن نظام دليلة كان يعملُ بشكلٍ جيّد ومتكامل إلى حدٍ ما، حيث اختبرهُ تورنغ أمامَ عددٍ من أبرز شخصيات وقادرة الجيش الإنجليزي وذلك عن طريقِ تشفيرِ وفكّ تشفيرِ تسجيلٍ مسجَّلٍ لخطابِ ونستون تشرشل، فلم يتمّ اعتماد دليلة للاستخدام بشكل رسمي في المملكة المتحدة. تشاورَ تورنغ أيضًا مع مسؤولي مختبرات بِل بشأن تطوير برنامج سِيجْسَالِي (بالإنجليزية: SIGSALY)، وهو نظام صوتي آمن استُخدِمَ في السنواتِ الأخيرةِ من الحرب.

### أجهزة الكمبيوتر القديمة واختبار تورنغ

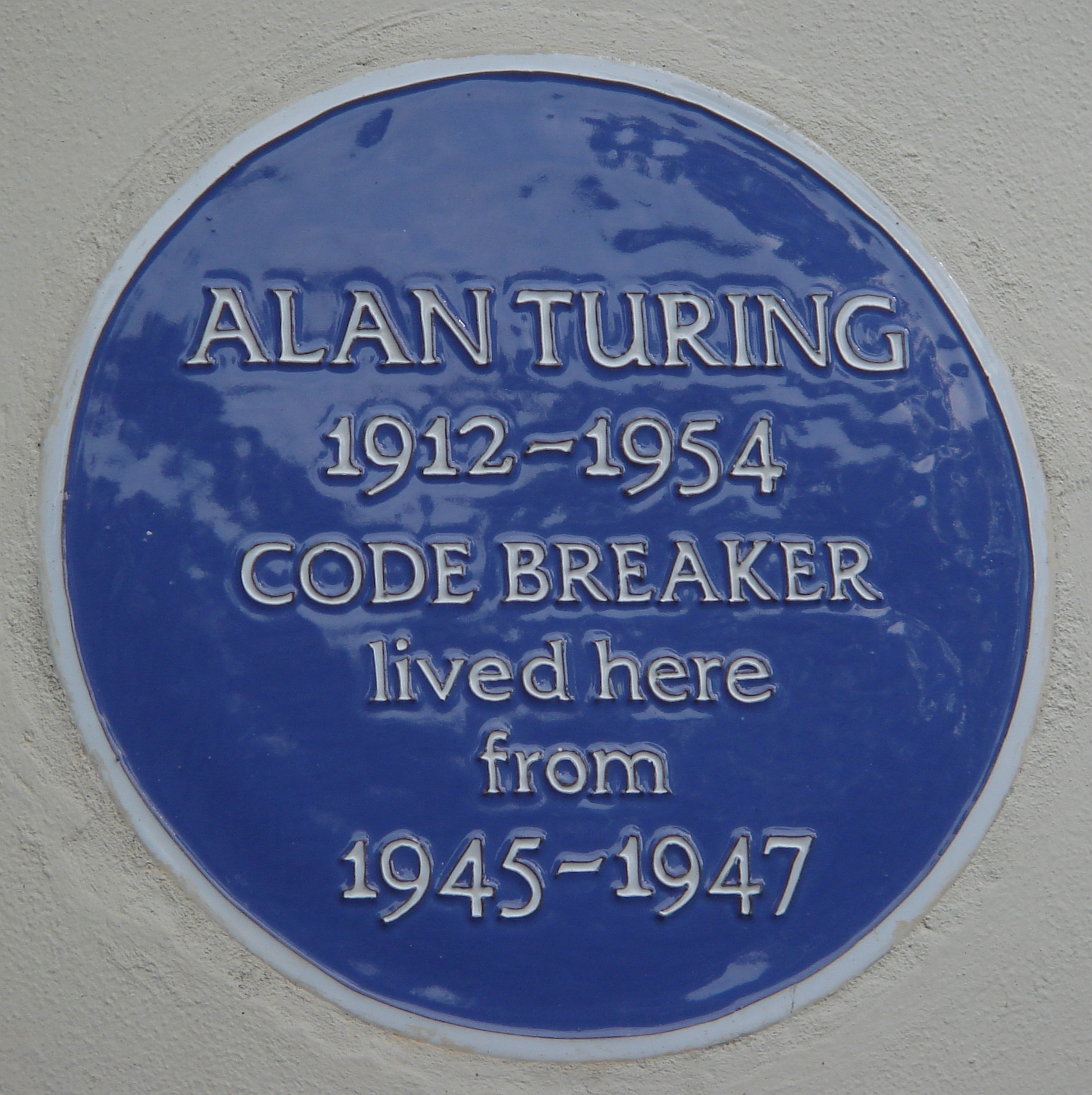
لوحةٌ منقوشٌ عليها اسمُ آلان تورنغ مع تاريخ ميلاده ووفاتهِ وعبارة «كَاسِرُ شفراتٍ عاشَ هنا من 1945 إلى 1947» في شارعِ هاي ستريت بمنطقة هامبتون في لندن

عاشَ تورنغ بين عامي 1945 و1947 في هامبتون بالعاصِمة لندن، بينما كان يعملُ على تصميمِ محرِّك الحوسَبة الأوتوماتيكي في المختبر الفيزيائي الوطني. قدَّم آلان ورقةً بحثيّةً في 19 شباط/فبراير 1946، والتي كانت أول تصميمٍ تفصيلي لجهاز كمبيوتر مُخزِّنٍ للبرامِج. كانت المسودة الأولى غير المكتملة التي بُنيت عليها هذه الورقة البحثيّة هي لورقة بحثيّة أخرى كتبها وحرَّرَها فون نيومان وقد سبقت ورقة تورنغ من حيثُ تاريخ النشر لكنها كانت أقل تفصيلًا حسبَ ما أكَّدهُ جون وومرسلي المشرِف في المختبر الفيزيائي الوطني حينها.
على الرغم من أنَّ محرِّك الحوسَبة الأوتوماتيكي كان تصميمًا ممكنًا من الناحيّة النظرية أقلَّهُ، إلا أنَّ تأثير قانون الأسرار البريطاني في زمنِ الحرب والموقَّع عليهِ في بلتشلي بارك جعلَ من المستحيل على تورنغ شرح أساس تحليله لكيفيّة عمل الكمبيوتر. أدَّى ذلك إلى تأخيرات في بدء المشروع وخاب أمله. عاد آلان في أواخرِ عام 1947 إلى كامبريدج لقضاء عام إجازةٍ حيث أنتج «عملًا أساسيًا» عن الآلات الذكية لم يُنشر في حياته. صُمِّمَ أثناء إجازتهِ في كامبريدج محرِّك حوسَبة أوتوماتيكي أولِّي، وأُعلن عنه رسميًا في العاشر من أيّار/مايو 1950، ثمّ أُعلن لاحقًا عن الكثير من المحركات المحسَّنة والمطوَّرة عن النسخة الأولى. تُدين عددٌ من أجهزة الكمبيوتر حول العالم والتي برزت لاحقًا بالفضل لآلان كونهُ كان أول من اشتغلَ على النسخة الأولى وساهمت أفكارهُ بشكلٍ مباشرٍ أو غير مباشرٍ في ميلادِ النسخة الرسميّة. جديرٌ بالذكرِ هنا أنّه لم يتم بناء النسخة الكاملة من محرِّك الحوسَبة الأوتوماتيكي المبني على أفكار وأبحاث تورنغ إلَّا بعد وفاته.
وفقًا لمذكرات رائد الكمبيوتر الألماني هاينز بيلينغ من معهد ماكس بلانك للفيزياء، والتي نشرها هانز جينشر في دوسلدورف، كان هناك لقاءٌ بين تورنغ والمهندس كونراد سوزه. حدثَ اللقاءُ في غوتنغن عام 1947، وكانَ على شاكِلة ندوة حضرها وومرسلي وتورنغ نفسه وبورتر من إنجلترا وعددٌ قليلٌ من الباحثين الألمان مثل سوزه ووالثر وبيلينغ. عُيّن تورنغ في عام 1948 «قارئًا»(4) في قسم الرياضيات بجامعة فيكتوريا في مانشستر. أصبحَ بعد ذلك بعامٍ كاملٍ نائب مدير مُختَبر آلة الحوسبة، حيث عَمِلَ على برمجيَّاتٍ لأحد أقدم أجهزة الكمبيوتر المُخزِّنة للبرامج وهو جهاز مانشستر مارك 1. كتب تورنغ الإصدار الأول من دليل هذه الآلة، وكان دليلًا مخصَّصًا للمبرمجِين، ثم عُيِّنَ لاحقًا من قِبل شركة فيرَّانتي (بالإنجليزية: Ferranti) مستشارًا في تطوير آلتِهم التجاريّة التي كانت تحملُ الاسم فيرَّانتي مارك 1. حَصَلَ آلان على مُقابلٍ مادّي مُقابل هذا المنصب واستمرَّت الشركة في دفع أتعابهِ الاستشاريّة حتى وفاته. وَاصَلَ العالِم البريطاني خلال هذه الفترة عمله وبحثهُ الدقيق في مجال الرياضيات، وفي ورقتهِ البحثيّة «آلات الحوسَبة والذكاء» (بالإنجليزية: Computing Machinery and Intelligence)(5) تناول تورنغ مشكلة الذكاء الاصطناعي، واقترحَ تجربةً أصبحت تُعرف باسمِ اختبار تورنغ. كانت ورقتهُ البحثيّة محاولةً منهُ لتقديمِ تعريفٍ دقيقٍ للأجهزة الإلكترونيّة ومتى يُمكن تسميتها أو وصفها «بالذكيَّة». كانت فكرتهُ ترى بأنَّه يُمكن القولُ بأنَّ الكمبيوتر «يُفَكِّر» إذا لم يستطع مُحقِّقْ بشري التمييز بينه وبين الإنسان خلال محادثة معه. اقترحَ تورنغ في الورقة أنه بدلًا من بناءِ برنامجٍ لمحاكاة عقل الكبار، سيكون من الأفضل إنتاجُ برنامجٍ أبسطَ لمحاكاة عقل الطفل ثم إخضاعهِ لدورةٍ تعليميّة. يُسْتَخْدَم اليومَ ما يُعرف «بالنموذج المعكوس» المُشتقِّ من اختبار تورنغ على نطاقٍ واسعٍ على الإنترنت وذلك في حروفِ التحقّق (الكابتشا) من أجلِ تحديدِ ما إذا كان المستخدمُ إنسانًا أم جهاز كمبيوتر.
بدأَ تورنغ عام 1948 بالعملِ مع زميلهِ السابق في الجامعة دي جي تشامبرنو في كتابة برنامجِ شطرنجٍ لجهازِ كمبيوتر لم يكن موجودًا بعد. اكتملَ البرنامجُ بحلول عام 1950 وأُطلق عليه اسم توروشامب (بالإنجليزية: Turochamp).(6) حاولَ آلان عام 1952 تجربة برنامج الشطرنج على جهاز فيرَّانتي مارك 1، ولكن نظرًا لافتقاره إلى الطاقة والمساحة التخزينيّة الكافيّة، لم يتمكّن الكمبيوتر من قراءة وتشغيل البرنامج. وجدَ تورنغ حلًّا بديلًا حينما «شَغَّلَ» البرنامج بطريقةٍ نوعًا ما بدائيّة – مقارنةً بتشغيلهِ على حاسوب متكاملِ – وذلك عن طريقِ التقليبِ بين صفحات خوارزميّة ابتكَرها وتنفيذ تعليمات البرنامج كما هي التعليماتُ على رقعة الشطرنج، لكنَّ الطريقة كانت بطيئة جدًا حيثُ كانت تستغرقُ كلّ نقلةٍ حوالي نصف ساعة بسبب تحقُّقِ الخوارزميّة من صِحَّة النقلة وفقًا لكلّ القواعد الموجودة والممكنة. ذكَر لاعب الشطرنج الروسي غاري كاسباروف في مذكّراتهِ أنَّ برنامج تورنغ «لَعِبَ مباراة شطرنج مُميَّزة». جرَّب آلان برنامجهُ فعليًا ولأول مرّة من خلال مباراةِ شطرنجٍ ضدَّ زميلهِ العالِم أليك جليني الذي تفوَّق على برنامج توروشامب، ويُقَال إنَّ الأخير فاز في مباراة ثانيّة ضد زوجة تشامبرنو – المساهِم الثاني في برمَجة البرنامج – السيّدة إيزابيل تشامبرنو. كانَ اختبارُ تورنغ الخاصِّ به مساهمةً مهمّةً في موضوعِ الذكاء الاصطناعي والنقاش حوله، بل وزادت أهميّتهُ بعد وفاة آلان بعشرات السنوات حيثُ كَثُرَ الحديثُ عن هذا الاختبار بعد أكثر من نصف قرنٍ من رحيل عالِم التشفير البريطاني.

### التشكّل الحيوي وعلم الأحياء الرياضي
عندما بلغَ تورنغ الـ 39 ربيعًا وذلك بحلول عام 1951، قرَّرَ دراسة علم الأحياء الرياضي، ونشر أخيرًا رائعته «الأساس الكيميائي للتكوين» (بالإنجليزية: The Chemical Basis of Morphogenesis) في كانون الثاني/يناير 1952. كان مهتمًا بالتشكُّلِ الحيوي، وما يُعرَف علميًا بتطوير الأنماط وكذا بالأشكال وأنواعِها في الكائنات الحيّة. اقترحَ آلان أنَّ نظامًا من المواد الكيميائيّة التي تتفاعلُ مع بعضها البعض وتنتشرُ عبر الفضاء أطلقَ عليه اسمَ «نظام التفاعل والانتشار» يُمكن أن يُفسِّر «الظواهر الرئيسيّة للتشكّل». استخدمَ أنظمة المعادلات التفاضلية الجزئيّة لنمذجة التفاعلات الكيميائية التحفيزيّة، فعلى سبيل المثال لا الحصر إذا كان المحفّز «ب» مطلوبًا لحدوثِ تفاعلٍ كيميائي مُعيّن، وإذا أنتجَ التفاعل المزيد من المُحفِّز «ب»، فإنَّنا نقولُ إنَّ التفاعل يكون مُحَفَّزًا ذاتيًا (أو تلقائيًا)، وهناك ردود فعلٍ إيجابيّةٍ يُمكن نمذجتها بواسطةِ التفاضِل غير الخطِّي للمعادلات. اكتشفَ تورنغ أنه يُمكن إنشاء أنماطٍ معيّنةٍ إذا لم يُنتِج التفاعل الكيميائي المحفّز «ب» فحسب، بل أنتج أيضًا مثبطًا «ج» الذي أدَّى إلى إبطاء إنتاج «ب». أرادَ تورنغ حساب نسبة سيطرة المحفّز «أ» ومقارنتها مع نسبة سيطرة المثبط «ب»، لكنّه كانَ بحاجةٍ إلى جهاز كمبيوتر قوي للقيامِ بعددٍ من العمليّات الحسابيّة وهو ما لم يكنْ متاحًا مجانًا في عام 1951، لذلك كان عليهِ استخدام التقريبِ الخطِّي لحلِّ المعادلات على كثرتها وصعوبتها يدويًا. أعطَت هذه الحسابات النتائج النوعيّة الصحيحة، وأنتجت على سبيل المثال (من حيثُ النِّسَبِ) خليطًا موحدًا كان من الغريبِ أن يكون متباعدًا بانتظامٍ بنقاط حمراء ثابتة. أجرى عالِم الكيمياء الحيويّة الروسي بوريس بيلوسوف تجارب ذات نتائجَ مماثلة، لكنه لم يتمكَّن من نشرِ أوراقه كونها كانت تختلفُ في بعض نقاطها وفصولها معَ القانون الثاني للديناميكا الحرارية والذي كان من غيرِ المقبول التعارض معهُ علميًا حينها. تجدرُ الإشارة هنا إلى أنَّ بيلوسوف وحين إتمامِ تجاربهِ لم يكن على علمٍ بورقة تورنغ المنشورة في المجلَّة العلميّة المرموقة المداولات الفلسفيّة للجمعيّة الملكية.
على الرغمِ من نشرهِ قبل فهمِ بنيةِ ودورِ الحمض النووي، إلا أنَّ عمل تورنغ على التشكّل الحيوي لا يزالُ ذا صلةٍ واعتبارٍ اليوم بل يُعدُّ جزءًا أو محورًا أساسيًا في علم الأحياء الرياضي. كان أحدُ التطبيقات المُبكِّرة لورقة تورنغ البحثيّة هو عملُ جيمس موراي الذي شرحَ فيهِ البُقَع والخطوط على فروِ القطط بالاعتمادِ على بعضِ ما ذكرهُ آلان في البحث الذي نشرهُ من قبل. تُشير الأبحاث الإضافيّة إلى أنَّ عَمَلَ تورنغ يمكن أن يُفسِّر جزئيًا سببَ «نُموَّ الريش، وبصيلات الشعر، والنمط المتفرِّع للرئتين، وحتى مسألة عدم التناسق بين جهتي اليسار واليمين فيمَا يخصُّ تموضع القلب على الجانب الأيسر من الصدر». وُجِدَ في عام 2012 بعد سلسلةِ أبحاثٍ حولَ الفئران، أنَّ إزالة جينات نحتها (تُعرف أيضًا باسمِ جينات هوكس) يُؤدّي إلى زيادةِ عدد أصابعها دون زيادةٍ في الحجمِ الكُلِّي للطَّرَفِ، مما يُشير إلى أن جينات هوكس (جينات النحت) تتحكَّمُ في تكوينِ الأرقام عن طريق ضبطِ الطول الموجي لآليّةٍ كان قد اكتشفها تورنغ.

## الحياة الشخصيّة

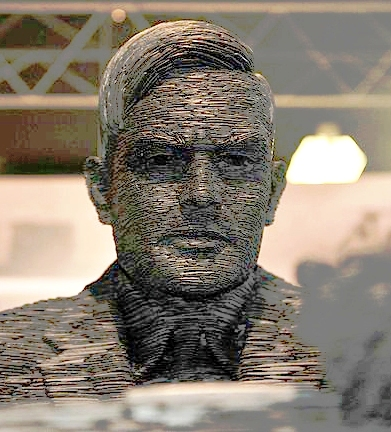
تمثال آلان تورنغ

### الخطوبة
اقترحَ تورنغ عام 1941 على زميلتهِ في الكوخ 8 جوان كلارك الزواج. جوان كانت هي الأخرى عالِمة رياضياتٍ ومُحَلِّلَة شفراتٍ، لكنَّ خطوبتهما لم تدم طويلًا. قرَّر آلان بعد الاعترافِ بمثليّته الجنسيّة لخطيبته، التي قِيل إنها كانت «غيرُ منزعجةٍ» من هذا الاعترافِ، أنه لا يمكنه المُضيُّ قدمًا في فكرة الزواج.

### الإدانة
بدأَ تورنغ في كانون الثاني/يناير 1952 (كان يبلغُ من العمر حينها 39 عامًا) علاقةً جديدةً مع أرنولد موراي، وهو شابٌ عاطلٌ عن العملِ كانَ في ربيعهِ التاسع عشر حينها. قُبيلَ عيدِ ميلاد الأخير بأيّامٍ، كان تورنغ يسيرُ على طولِ طريق أكسفورد في مانشستر عندما التقى بموراي خارج سينما ريغال ودعاهُ لتناول الغداء. تعرَّضَ منزلُ تورنغ في الثالث والعشرين من كانون الثاني/يناير للسطو، وبعد بدء تحقيقٍ في الحادثِ اعترفَ موراي لتورنغ أنّه والسارقُ «كانا على دراية» بما سيحصلُ لمنزله، فأبلغَ تورنغ الشرطة بالجريمة. أقرَّ آلان أثناء التحقيقِ المعمَّق الذي فتحتهُ الشرطة بإقامتهِ علاقة جنسيّة مع موراي. كانت الأفعال الجنسية المثلية تُعتبر جرائم جنائية في المملكة المتحدة في ذلك الوقت، وقد اتُهَم الرجلانِ بارتكابِ «مخالفاتٍ جسيمةٍ» بموجبِ المادة 11 من القانون الجنائي البريطاني لعام 1885. عُقدت الجلسة الأولى منَ المُحاكمة في 27 شباط/فبراير، حيثُ احتفظَ محامي تورنغ بدفوعاته، أي أنّه لم يُجادِل أو يقدم أيَّ أدلةٍ ضد المزاعم.
اقتنع تورنغ لاحقًا بنصيحة شقيقه ومحاميه، واعترفَ ضمنيًا «باقترافهِ الذنب». قُدِّمَ تورنغ وموراي لجلسةِ محاكَمةٍ جديدةٍ في 31 آذار/مارس 1952. أُدين العالِم البريطاني رسميًا وخُيَّرَ بين السجن أو إعادة التأهيل. اختارَ آلان إعادة الإفراج المشروط كما وُصفَ في بيان المحكمة والذي تضمَّن – عوضَ السجنِ – موافقته على الخضوع لتغييرات جسدية هرمونيّة مُصمَّمَة لتقليلِ الرغبة الجنسيّة، فوافقَ على خيارِ الحقن بما كان يُسمَّى آنذاك ستيلبوستيرول (المعروف الآن باسم ثنائي إيثيل ستيلبوستيرول)، وهو إستروجين اصطناعي يُؤنِّثُ الجسد. استمرَّ حقنُ آلان بهذا الإستروجين لنحوِ عامٍ كاملٍ، وهو ما جعلهُ يُعاني منَ العنانة (الضعف الجنسي) وتسبَّبَ لهُ أيضًا في التثدي. أُطلقَ صراحُ موراي في المُقابل لكنّه أيضًا بشروط ولو أنها مختلفة نوعًا ما عن تلك التي أُقِرَّت في حقِّ تورنغ. أدَّت إدانةُ تورنغ إلى إلغاءِ تصريحه الأمني ومنعهِ من الاستمرار في استشاراته في مجال التشفير في مكاتب الاتصالات الحكومية البريطانية على الرغم من أنّه احتفظَ بوظيفتهِ الأكاديميّة. مُنع أيضًا من دخولِ الولايات المتحدة بعد إدانته عام 1952، لكنه كان حرًا في زيارة دول أوروبية أخرى.

## الوفاة

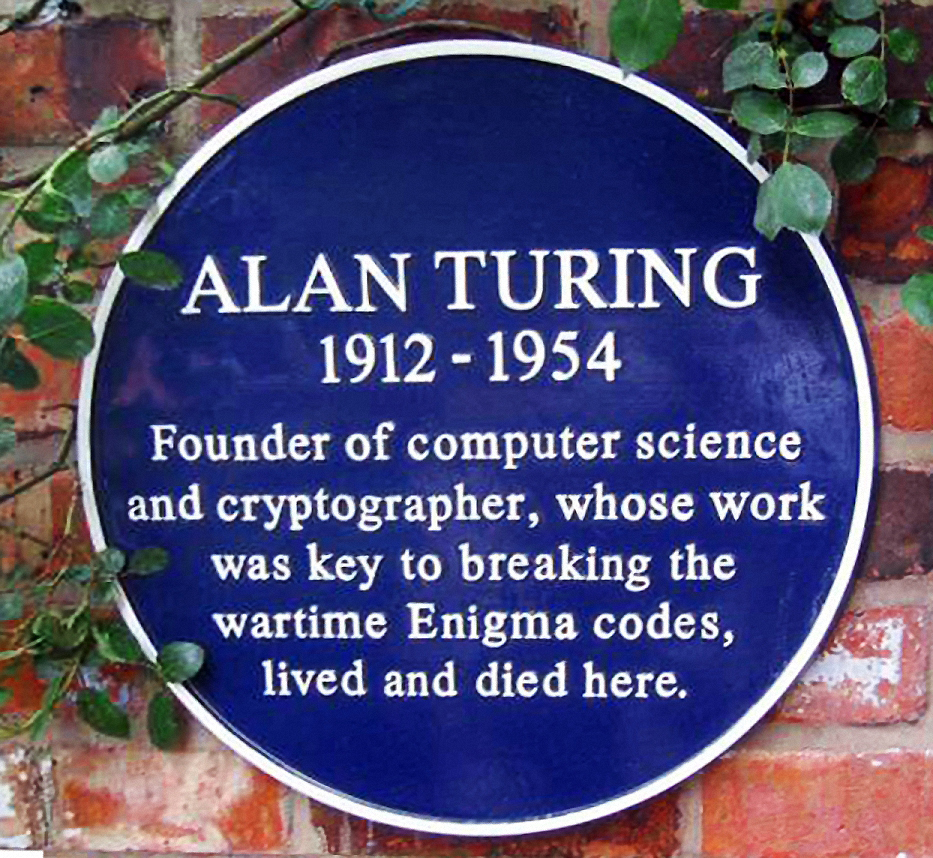
لوحةٌ زرقاءٌ على المنزل الواقع في منطقة ويلمسلو حيث عاشَ وماتَ تورنغ.

بحلول الثامن من حزيران/يونيو 1954، عثرَت مدبرة المنزل على آلان تورنغ وقد فارقَ الحياة في غرفة نومهِ بمنزله الواقعِ في ويلمسلو. تبيَّنَ أنَّ آلان كان قد تُوفيَّ في اليوم السابق عن عمرٍ ناهزَ الـ 41 عامًا، وثبتَ أنَّ التسمُّمَ بالسيانيد هو سبب الوفاة. حينَ اكتشفت المدبّرة جثته، وجدَت تفاحةً نصف مأكولةٍ بجانبِ سريره، لكنَّ التفاحَ لم يُختبَر من قِبل الشرطة بحثًا عن السيانيد حينها. مع ذلك فقد تُكهِّنَ بأنَّ التفاحة هي الأكلة (أو الوسيلة) التي استهلكَ بها تورنغ تلكَ الجُرعة المُمِيتَة، وخلصَ التحقيق إلى أنَّه انتحر. تَكَهَّنَ كلٌّ من أندرو هودجز وكاتب سيرة غيريّة آخر هو ديفيد ليفيت بأنَّ تورنغ كان يُعيد بطريقةٍ من الطرق تمثيلَ مشهدٍ من فيلم أخرجهُ المخرج والمنتج والت ديزني تحتَ عنوان سنو وايت والأقزام السبعة (1937). ذكرَ ديفيد ليفيت أنَّ هذا الفيلم كان الفيلمَ الخيالي المفضّل عندَ تورنغ، وكتبَ مُضيفًا: «كانَ يسعدُ بشكلٍ خاصٍّ بالمشهد حيثُ تَغْمُرُ الملِكة الشرِّيرة تُفاحتها في المشروب السَّام». حُرِقَ رُفات تورنغ في محرقة ووكينغ في 12 حزيران/يونيو 1954، وتناثر رماده في حديقةِ محرقة الجثث، تمامًا كما كان الحالُ مع والده.

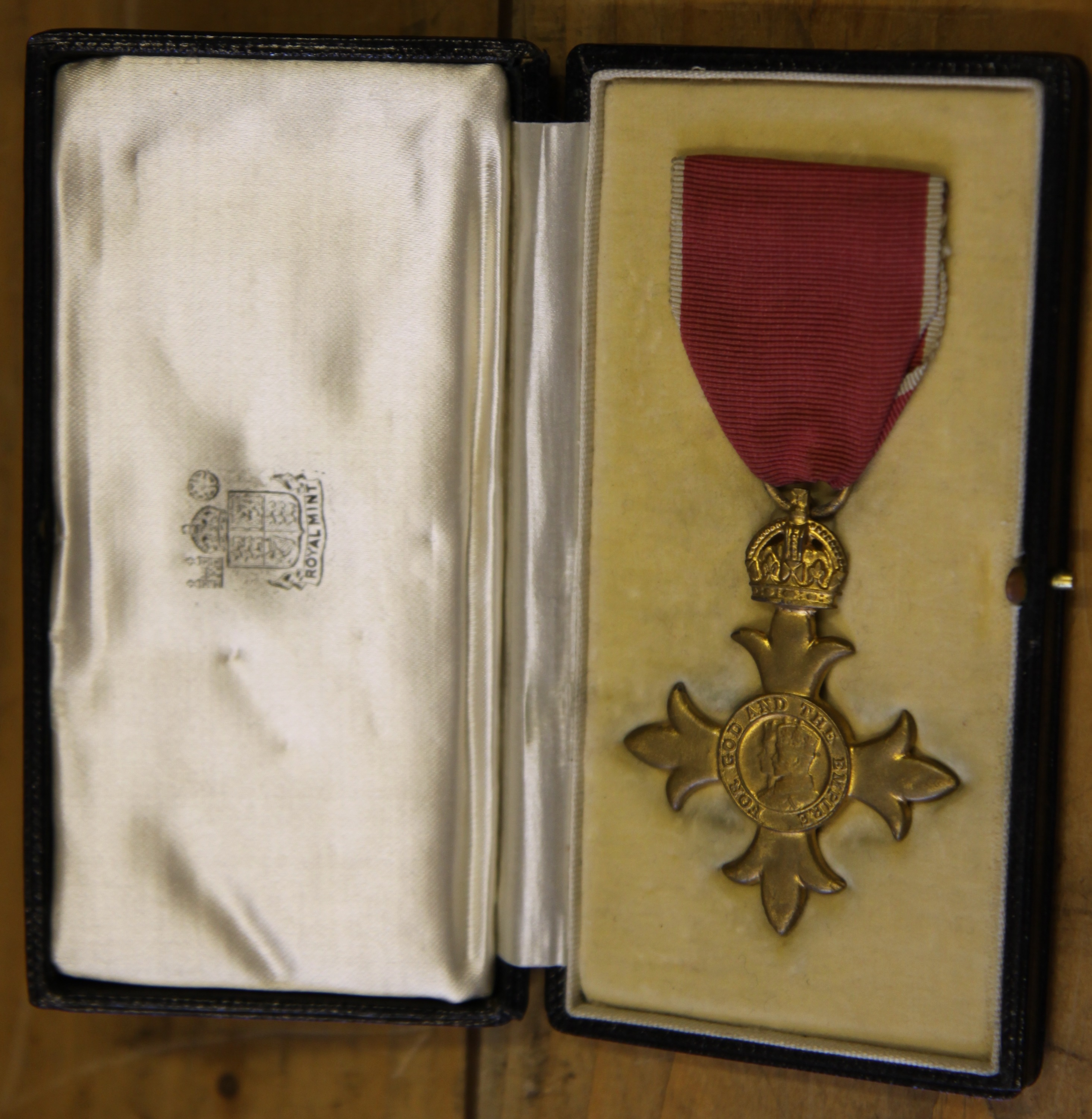
صورةٌ لوسامِ الإمبراطوريّة البريطانيّة الذي تحصَّلَ عليهِ تورنغ محفوظٌ في أرشيف مدرسة شيربورن

شَكَّكَ الفيلسوفُ والكاتب والمؤرِّخ جاك كوبلاند في جوانب مختلفةٍ من الحكم أو النتيجة التي استخلَصها الطبيب الشرعي في سبب الوفاة. اقترحَ جاك تفسيرًا بديلاً لسبب وفاة تورنغ وهو «الاستنشاق العرضي لأبخرة السيانيد من جهازٍ يُستخدم في طلاء الذهب بالكهرباء على الملاعق». لقد استُخدمَ سيانيد البوتاسيوم في إذابة الذهب حينها، بل كان لدى تورنغ مثل هذا الجهاز في غرفته الصغيرة. أشار كوبلاند أيضًا إلى أنَّ نتائجَ تشريحِ الجثّة كانت أكثر اتساقًا مع الاستنشاق من تناول السم. اعتاد تورنغ أيضًا – كما أكَّد كوبلاند – على تناولِ تُفاحةٍ قبل الذهابِ إلى الفراش، ولم يكن من غيرِ المعتاد أن يتخلَّص في حينهِ من التفاحةِ نصف المأكولة. علاوةً على ذلك، فقد وردَ أنَّ تورنغ تحمَّل نكساته القانونيّة وعلاجهِ بالهرمونات والذي كان قد توقَّف قبل عامٍ تقريبًا «بروح دعابة» ولم يُظهرْ أيّ علاماتٍ على اليأسِ قبل وفاته، حتَّى أنه وضعَ قائمةً بالمهامِ التي كان ينوي إكمالها عند عودته إلى مكتبه بعد عطلة نهاية الأسبوع. اعتقدت والدةُ تورنغ على الجانبِ المُقابل أنَّ الابتلاع كان «عَرضيًا»، وذلك نتيجةَ تخزين «ابنها المتهوّر» كما وصفتهُ للمواد الكيميائيّة الخطيرة في المختبر. افترضَ كاتبُ السيرة أندرو هودجز أنَّ تورنغ نفسهُ رتَّب المُعدَّات والغُرفة وأشياء أخرى للسماحِ لوالدته بالإنكار المقبول فيما يتعلَّقُ بأيُّ ادعاءاتِ انتحار.
قِيل أنَّ إيمان تورنغ بالعرافة (قراءة الطالَع) قد يكون سببًا في مزاجهِ المكتئب. أخبرَ أحدُ العرَّافين تورنغ حينما كان شابًا أنه سيكون عبقريًا في المستقبل القريب وقد يُفسّر هذا سبب إيمانهِ بالعرافة. في منتصف أيّار/مايو 1954، أي قبلَ وفاتهِ بفترةٍ وجيزةٍ، قرّّر تورنغ مرةً أخرى استشارةَ عرَّافٍ خلال رحلتهِ إلى سانت أنيس أون سي مع عائلة صديقهِ جرينباوم. تقولُ باربرا ابنة جرينباوم عن هذه الرحلة:

## اعتذار الحكومة
بدأ المبرمِج البريطاني جون جراهام كومينغ في آب/أغسطس 2009 عريضةً تحثُّ الحكومة البريطانية على الاعتذار عن محاكمةِ تورنغ كمثليّ. وقَّعَ على العريضة أكثر من 30000 شخص، فأقرَّ رئيس الوزراء حينها جوردون براون بالعريضة وبالالتماس المقدَّمِ من قِبل جون جراهام ثمَّ أصدرَ بيانًا في 10 أيلول/سبتمبر 2009 اعتذرَ فيه نيابةً عن الدولة لما حصل لآلان ووصف معاملتهُ بأنها كانت «مروِّعَة»، وأضافَ مُستفيضًا في بيانه:
افتتحَ ويليام جونز في كانون الأول/ديسمبر 2011 وعضوه في البرلمان جون ليش عريضةً إلكترونيةً على الإنترنت، طالَبوا فيها الحكومة البريطانية بالعفو عن تورنغ لإدانته «بالفاحِشة الشديدة» أو «الفُحش الفادح». وَرَدَ في البيانِ المرافق للعريضة:
جمعت العريضة أكثر من 37000 توقيع، وقدمها عضو البرلمان عن منطقة مانشستر جون ليش، لكنَّ الطلب لم يشجعه وزير العدل اللورد ماكنالي، الذي قال:
قدم جون ليش، النائب عن الدائرة الانتخابيّة مانشستر ويثينجتون (2005-2015)، العديد من مشاريع القوانين إلى البرلمان، وقاد حملةً رفيعةَ المستوى لتأمينِ العفو. أوضح ليش في مجلس العموم أنَّ مساهمة تورنغ في الحرب جعلته بطلًا قوميًَا وأنه كان «مُحْرَجًا» أن تظلَّ الإدانةُ قائمةً. استمرَّ ليش في اقتراحِ مشروع القانون على البرلمان ونَظَّمَ حملة لعدّة سنوات، حتَّى أنّه حصلَ على دعمِ العديد من العلماء البارزين، بما في ذلك عالِم الفيزياء المشهور ستيفن هوكينج. في العرضِ البريطاني الأول للفيلم المستوحَى من حياة تورنغ لعبة التزييف (بالإنجليزية: The Imitation Game)، شَكَرَ المنتُجِون ليش على لفتِ انتباه الجمهور للموضوع ومحاولة تأمينِ عفو تورنغ في البرلمان. يُوصَفُ ليش الآن بأنّه مهندس عفو تورنغ ومهندس القانون الذي حملَ اسم «قانون آلان تورنغ» والذي استمرَّ في تأمينِ العفو عن 75000 رجل وامرأة آخرين من الذين أُدينوا بجرائم مماثلة.
قُدِّمَ في 26 تموز/يوليو 2012 مشروع قانونٍ في مجلس اللوردات لمنحِ «عفو قانوني» لتورنغ بموجبِ المادة 11 من القانون الجنائي 1885، والتي أُدين بها في 31 آذار/مارس 1952. في وقتٍ متأخرٍ من العام وفي رسالةٍ إلى الديلي تلغراف دعَا الفيزيائي ستيفن هوكينغ و10 آخرين بمن فيهم الفلكي الملكي مارتن ريس، ورئيس الجمعية الملكية السير بول نرس، وليدي ترومبينجتون (التي عَمِلت معَ تورنغ أثناء الحرب) واللورد شاركي (راعي مشروع القانون) رئيس الوزراء ديفيد كاميرون إلى التصرف بناءً على طلبِ العفو. أشارت الحكومة على لسانِ متحدثها إلى أنّها ستدعمُ مشروع القانون، وعرضتهُ للمرّة الثالثة في مجلس اللوردات في تشرين الأول/أكتوبر من نفسِ العام.
في القراءة الثانيّة لمشروع القانون في مجلس العموم في 29 تشرين الثاني/نوفمبر 2013، اعترضَ النائبُ المحافظ كريستوفر تشوب على مشروع القانون، مما أدَّى إلى تأخيرِ إقراره. كان من المُقرَّرِ إعادةُ مشروعِ القانونِ إلى مجلس العموم في 28 شباط/فبراير 2014، ولكن قَبل مناقشة مشروع القانون في مجلس العموم، اختارت الحكومة المُضِيَّ قدمًا بموجبِ ما يُعرف بالامتياز الملكي للرحمة، فوقَّعَت بفضلهِ الملكة إليزابيث الثانية في 24 كانون الأول/ديسمبر 2013 عفوًا عن إدانة تورنغ بارتكاب «مخالفاتٍ جسيمةٍ» بأثرٍ فوري. قالَ المستشار اللورد كريس جرايلينج عندَ إعلانِ العفو إنَّ تورنغ «يستحقُّ تذكُّره ويَستحقُّ التقدير لإسهامهِ الرائع في المجهود الحربي، وليس بسبب إدانته الجنائيّة اللاحقة».}} أعلنت الملِكَة رسميًا العفو عن تورنغ في آب/أغسطس 2014، وكان هذا العفوُ الملكي هو رابعُ عفوٍ ملكي يُمنَح منذ انتهاء الحرب العالمية الثانية. لا يُمنَحُ العفو في العادة إلا عندما يكون الشخص بريئًا من «الناحية الفنيّة»، ويكون طلبُ العفوِ مقدمًا من الأسرة أو طرفٍ آخر معني وهو ما لم يتمّ استيفائهُ فيما يتعلق بالعفو الذي حصلَ عليهِ تورنغ ولو بعد عشرات السنين من وفاته.
أعلنت الحكومة البريطانيّة في أيلول/سبتمبر 2016 عزمها على توسيعِ هذا الإعفاء بأثرٍ رجعي ليشملَ رجالًا آخرين أُدينوا بتُهم مماثلة، في ما وُصف (التوسيع) بقانون آلان تورنغ. قانونُ آلان تورنغ هو الآن مصطلحٌ غير رسمي في المملكة المتحدة، ومع ذلك فقد وردَ بصيغةٍ أخرى في قانون الشرطة والجريمة الذي صِيغَ عام 2017. يعملُ هذا القانون اليوم كقانون عفوٍ بأثرٍ رجعي عن الرّجال الذين أُدينوا بموجبِ التشريعات التاريخية التي تحظرُ الأفعال الجنسية المثليّة، ويسري في إنجلترا وويلز.

## الميراث

### الجوائز والتكريمات

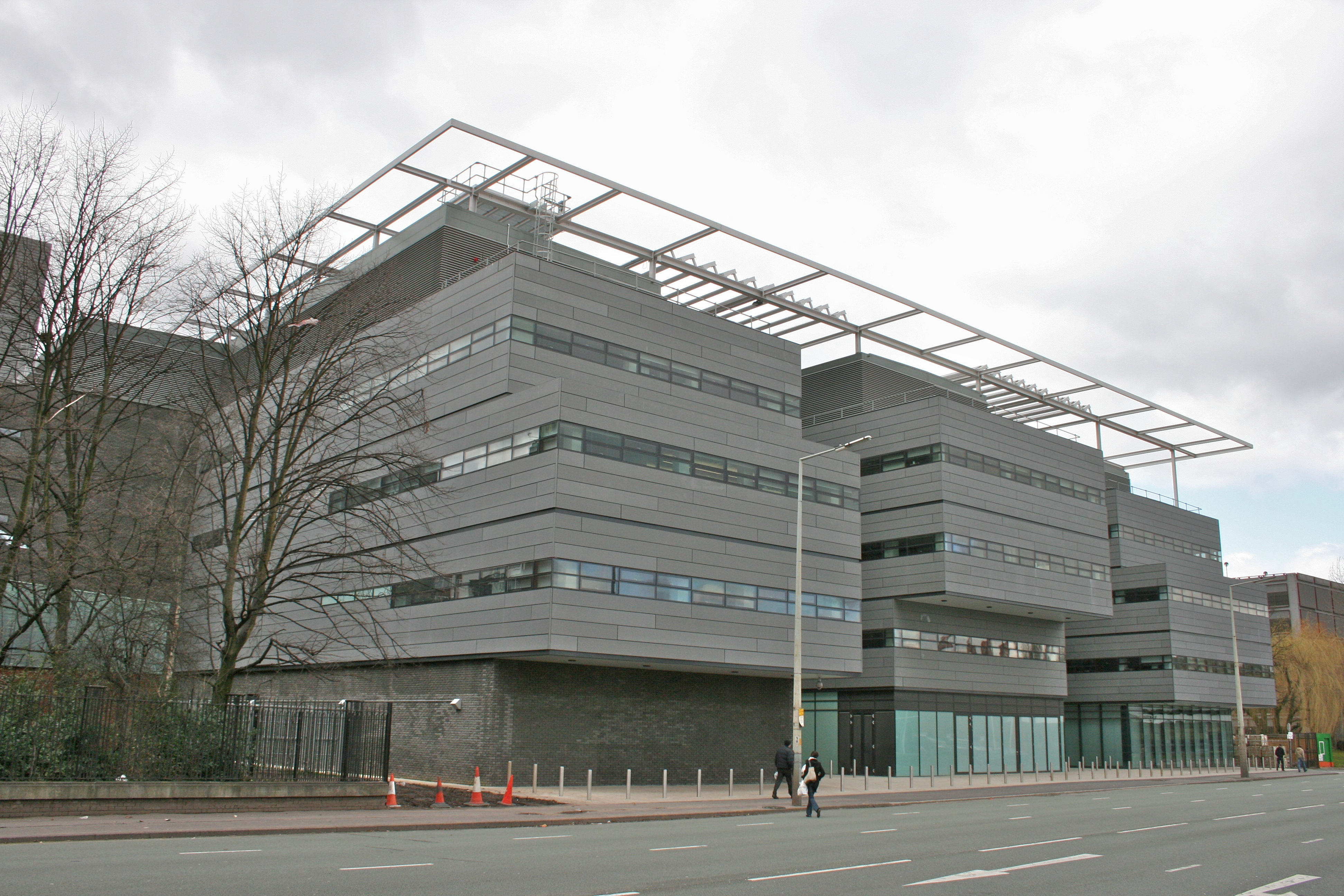
صورةٌ للمبنى الذي يحملُ اسم «مبنى آلان تورنغ» في جامعة مانشستر عام 2008

حصلَ تورنغ خلال حياتهِ على وسام الإمبراطوريّة البريطانيّة عام 1946، كما انتُخَبَ أيضًا زميلًا في الجمعية الملكيّة في عام 1951، وكُرِّمَ بطرق مختلفة في مانشستر المدينة التي عملَ فيها حتى نهاية حياته. بحلول العام 1994 (بعد نحو نصف قرنٍ على رحيله)، قرَّر مسؤولي مدينة مانشستر تغيير اسم الطريق «A6010» وهو الطريق الدائري الوسيط لمدينة مانشستر إلى اسم «طريق آلان تورنغ». وُسِّعَ أيضًا الجسر الذي يقعُ على مقربةٍ من هذا الطريق (أو الشارع) وسُميَّ هو الآخر باسمِ «جسر آلان تورنغ». كُشِفَ عن تمثال العالِم البريطاني في مدينة مانشستر في 23 حزيران/يونيو 2001 ويقعُ تحديدًا في ساكفيل بارك، بين مبنى جامعة مانشستر في شارع ويتوورث وشارع كانال. يُصَوِّرُ التمثال التذكاري «أبو عُلوم الكمبيوتر» جالسًا على مقعدٍ في موقعٍ مركزي في الحديقة، حيثُ يظهر وهو يحملُ تفاحة، ومكتوبٌ أسفل المقعد البرونزي نصًا بارزًا: «آلان ماتيسون تورنغ 1912-1954» مع ترميز «IEKYF ROMSI ADXUO KVKZC GUBJ» وهو ترميزٌ مشفَّرٌ عبرَ آلة إنجما ويعني «مُؤسِّس عُلوم الكمبيوتر» (النص الأصلي: Founder of Computer Science).

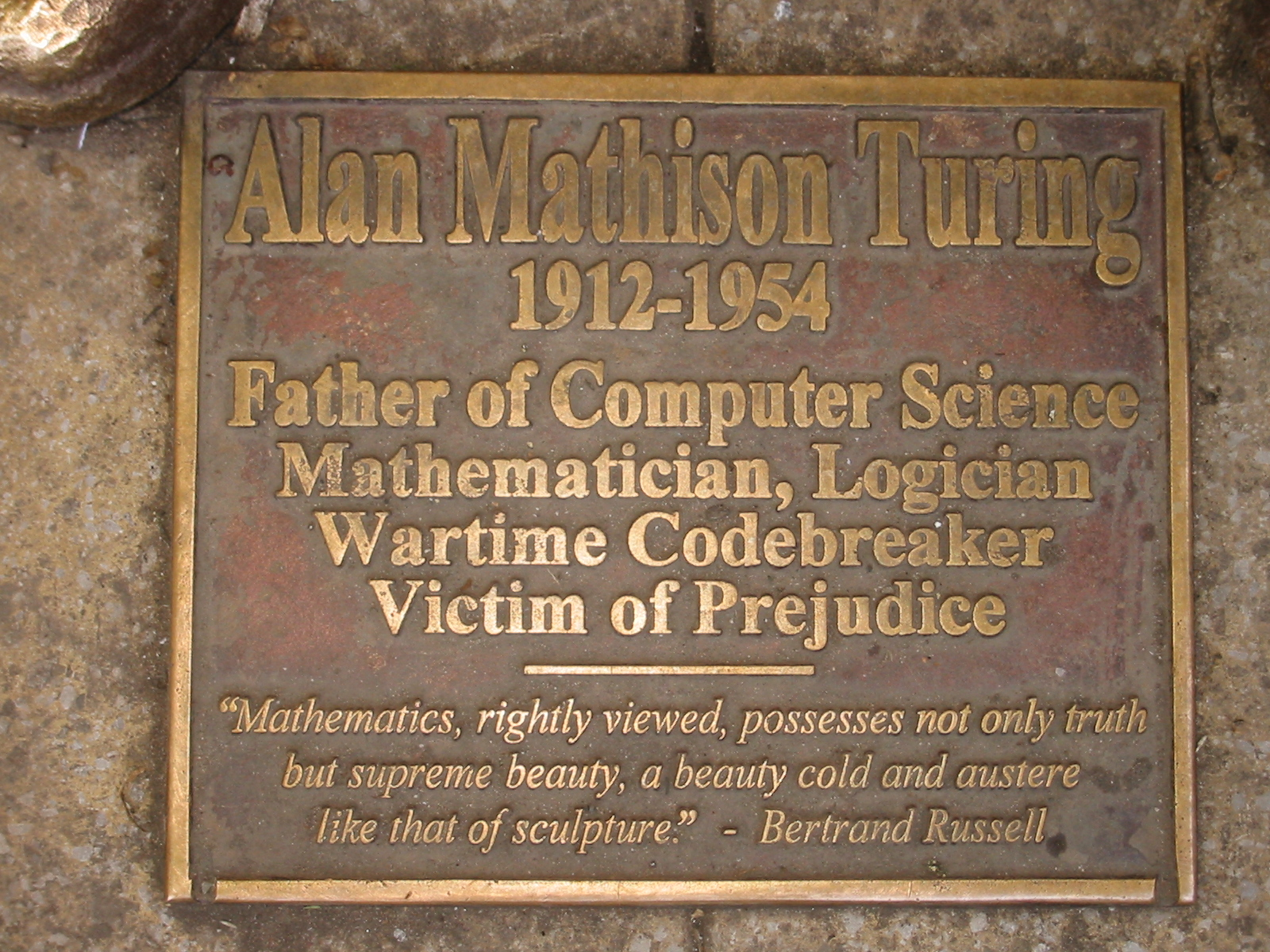
لوحةٌ أسفلَ تمثال تورنغ التذكاري في ساكفيل بارك بمدينة مانشستر

كُتب على لوحة أخرى عند قَدمي التمثال «أبو علوم الكمبيوتر، وعالم الرياضيات، والمنطق، ومُكسِّر (مفكِّك) الشفرات في زمن الحرب، وضحيّة التحيز»، معَ اقتباس لبرتراند راسل: «إذا نظرنا للرياضيات بشكلٍ صحيحٍ فهي لا تمتلكُ الحقيقة فَحسب، بل جمالًا أسمى – جمالٌ بارد وقاس، مثل جَمال النحت». قامَ نحات التمثال بدفنِ كمبيوتر تورنغ القديم (من شركةِ أمستراد) تحت قاعدة النصبِ التذكاري تكريماً «للأب الروحي لجميع أجهزة الكمبيوتر الحديثة».
صنَّفت مجلّة تايم عام 1999 تورنغ كواحدٍ من أهمِّ 100 شخصيّةٍ في القرن العشرين وقالت: «تظلُّ الحقيقة أن كلَّ شخصٍ ينقرُ على لوحة المفاتيح، ويفتحُ جدول بياناتٍ أو برنامج معالجةِ كلماتٍ، يعملُ على تجسيدِ آلة تورنغ».}} كُشِفَ عن لوحة تذكاريّة في كينجز كوليج في الذكرى المئويّة الأولى لميلاد آلان في 23 حزيران/يونيو 2012 حيث تُبثَّت في مبنى كينز في كينجز باراد بالكليّة. كشفَ بنك إنجلترا في 25 آذار/مارس 2021 عن تصميمِ ورقةٍ نقديّةٍ جديدةٍ بقيمة 50 جنيهًا إسترلينيًا، تظهرُ عليها صورة تورنغ وذلك قُبيل إصدارها الرسمي في 23 حزيران/يونيو الذي يُوافِقُ عيد ميلاد تورنغ.

### الذكرى المئوية
اختارت اللجنة الاستشاريّة للاحتفال بالذكرى المئوية لتورنغ (تُعرَف اختصارًا بالرمز TCAC) عام 2012 ليكون الذكرى المئويّة للاحتفال به وبإنجازاته. عمِلت هذه اللجنة على برنامجٍ لمدة عامٍ نظَّمتَ فيهِ أحداثًا في جميع أنحاء العالم تكريمًا لحياة تورنغ وما قام به. عملت اللجنة برئاسةِ باري كوبر مع ابن شقيق تورنغ السير جون ديرموت تورنغ، بصفتهِ الرئيس الفخري، رفقةَ أعضاء هيئة التدريس بجامعة مانشستر ومجموعة واسعة من الأشخاص من جامعة كامبريدج وبلتشلي بارك.

## روابط خارجية
- آلان تورنغ على موقع IMDb (الإنجليزية)
- آلان تورنغ على موقع الموسوعة البريطانية (الإنجليزية)
- آلان تورنغ على موقع إن إن دي بي (الإنجليزية)
- آلان تورنغ على موقع قاعدة بيانات الفيلم (الإنجليزية)

## هوامش
- 1: وردَ في بدايةِ رسالة تشرشل عبارة «ACTION THIS DAY»، وكانت مكتوبةً بالأحرف الكبيرة التي دلَّت على ضرورة التحرّك سريعًا وتنفيذ أو تحقيق ما طلبَ آلان ورفاقه.[en 156][en 157]
- 2: سمَّاها الرياضياتي المَجَري أبراهام والد لاحقًا «التحليل المتسلسل» (بالإنجليزية: called sequential analysis).
- 3: سمَّى تورنغ هذه التقنيّة مازحًا تورنغسموس (بالإنجليزية: Turingismus) وهي كلمةٌ مركَّبةٌ من كلمتين هما «تورنغ» نَسَبهُ، و«سموس» (بالإنجليزية: Ismus) وهي كلمة إنجليزيّة تُضَافُ مع أسماء أخرى لوصفِ نظامٍ معلوماتي أو إلكتروني ما، وجاء هذا الوصف الهزلي لوصفِ وَلَهِ وعشق آلان بالأنظمة الإلكترونيّة.[en 158]
- 4: يُشير لقب «القارئ» (بالإنجليزية: Reader) في المملكة المتحدة وبعض الجامعات في دول الكومنولث أمثال الهند وأستراليا ونيوزيلندا إلى تعيينٍ أكاديمي كبيرٍ (أو درجة أكاديميّة بمعنى آخر)، وهو تعيينٌ يتمتعُ بسمعة دوليّة مرموقة في مجال البحث أو مجال المِنَح الدراسيّة.
- 5: نُشرت هذه الورقة البحثيّة في المجلَّة العلميّة «العقل» (بالإنجليزية: Mind) وذلك في تشرين الأول/أكتوبر 1950.
- 6: اسمُ البرنامج بالإنجليزيّة هو «Turochamp» (توروشامب) وهي كلمة مركَّبة مشتقَّةٌ من كلمتينِ هُمَا اسمُ العالِمَين اللذينِ عملَا على البرنامج: تورنغ وتشامبرنو.
- 7: كانت هذه العريضة مفتوحة للتوقيعِ في وجهِ المواطنين من المملكة المتحدة فقط ولفترة زمنيّة محدَّدة.